# Paris im Mittelalter
Das Mittelalter war für Paris die Zeit, in der die Stadt als Residenz der kapetinginischen Könige von Frankreich zur Metropole aufstieg, um sich gegen Ende des Hundertjährigen Krieges als administratives und wirtschaftliches Zentrum Frankreichs zu etablieren und vom Königtum zu emanzipieren.

## Vorgeschichte
Lutetia wurde etwa im 3. Jahrhundert v. Chr. am Übergang einer von Norden nach Süden führenden Straße über die Seine, auf einer in diesem Fluss liegenden Insel, der Île de la Cité, die den Übergang begünstigte, gegründet. Diese Straße ist auf der Insel die heutige Rue de la Cité (im Folgenden werden die aktuellen Straßennamen benutzt), die nach Norden in die Rue Saint-Martin (weiter stadtauswärts Rue du Faubourg Saint-Martin) mündet und nach Süden in die Rue Saint-Jacques (weiter stadtauswärts die Rue du Faubourg Saint-Jacques).
An die holzbefestigte gallische Stadt auf der Seineinsel schloss sich in der gallorömischen Epoche am linken Ufer der Seine (Rive gauche) rund um die Rue Saint-Jacques eine offene Siedlung an, es entwickelte sich ein Hafen und Lutetia wurde zu einem regionalen Zentrum. Im 3. Jahrhundert fiel die Siedlung am linken Seineufer der Völkerwanderung zum Opfer. Die Cité erhielt daraufhin Ende des 3. Jahrhunderts eine gemauerte Umfriedung, bei der die römische Brücke, die die Cité mit dem rechten Seineufer (Rive droite) und der Rue Saint-Martin verband, an ihrem nördlichen Ende durch ein Kastell (Châtelet) geschützt wurde. In dieser Zeit nahm Lutetia den Namen Paris an.

## Paris zur Zeit der Merowinger und Karolinger
In der fränkischen Zeit ragte Paris noch kaum über die Insel hinaus, nur einige Bauten wurden außerhalb errichtet. Die großen Klöster auf dem linken Flussufer entstanden, die Abtei Sainte-Geneviève (damals noch Saints Apôtres Pierre et Paul) und die Abtei Saint-Germain-des-Prés im Westen (anfangs Sainte Croix, später Sainte Croix et Saint Vincent). Chlodwig I. († 511) wählte Sainte-Geneviève aus, um begraben zu werden. Chlodwigs Sohn Childebert I. machte Paris zu seiner Residenz und Saint-Germain-des-Prés zur zweiten königlichen Nekropole (Details siehe unter Kirchen und Klöster). Beim Tod Chariberts I. 567 war Paris allgemeine Hauptstadt der merowingischen Könige, woran auch der Sturm, der 583 das Seinetal verwüstete – die erste große und dokumentierte Überschwemmung – nichts änderte. Die Synode von 614, die zum Edictum Chlotharii führte, fand hier statt. Dagobert I. († 639), der in der Festung auf der Cité residierte, gründete den Markt von Lendit, der einer der größten des Mittelalters werden sollte, und machte die Abtei Saint-Denis im Norden zu seiner, der dritten und endgültigen königlichen Nekropole. In dieser Zeit taucht die Bezeichnung Paris dank des heiligen Eligius (Éloi) erstmals auf Münzen auf. Ebenfalls in Paris vollzog sich die Wiedervereinigung der fränkischen Teilreiche unter Chlothar II. († 629/639). Das linke Flussufer war nun erneut besiedelt, hier fand man acht der dreizehn merowingischen Friedhöfe, während weitere fünf sich auf der Insel befinden, nur einer auf dem Nordufer, in der Nähe des heutigen Hôtel de Ville.
Unter den Karolingern, deren Bindungen eher in Austrasien zu suchen sind, lag Neustrien – und damit auch Paris – nicht mehr im politischen Zentrum: die Festung wurde lediglich von einem Grafen gehalten (siehe Grafschaft Paris). Dennoch fand 829 in Paris noch eine der Synoden statt, die Ludwig der Fromme einberief, um die Nachfolge Karls des Kahlen, seines Sohnes aus zweiter Ehe, vorzubereiten. Karl der Kahle selbst kam nur dann noch zwei Mal in die Stadt.

## Der Aufstieg der Kapetinger

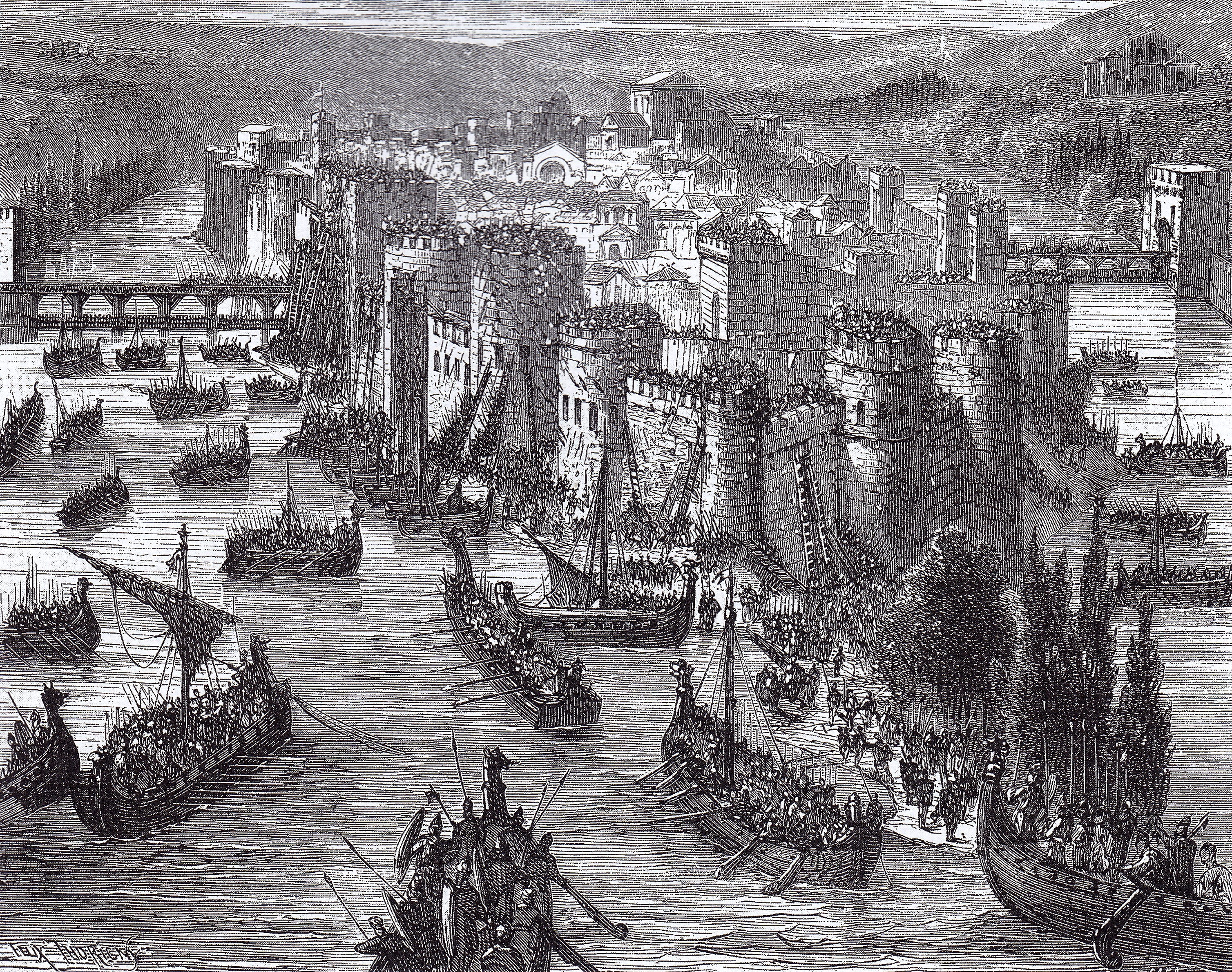
Die Belagerung Paris' durch die Normannen im Jahr 866 (Zeichnung aus dem 19. Jahrhundert)

Das Schicksal der Stadt nahm eine entscheidende Wende mit der Ankunft der Normannen und mit den neustrischen Grafen, die die Verteidigung organisierten. Die Normannen tauchten erstmals im März 845 vor der Stadt auf, verwüsteten die Umgebung und zogen wieder ab, nachdem Karl der Kahle ihnen ein Lösegeld gezahlt hatte. Sie kamen 856, 865 und 866 zurück, besetzten die Stadt diesmal und verließen sie unter ähnlichen Konditionen wieder. Karl der Kahle befahl schließlich die Wiedererrichtung der römischen Stadtmauer der Cité und der Befestigung der Brücken.
Ab diesem Moment spielte der Graf von Paris eine derart wichtige Rolle im Westfrankenreich, dass Graf Konrad († nach 862) aus dem Haus der Welfen – gemeinsam mit Gauzlin († 886), dem Abt von Saint-Germain-des-Prés – in die Versuche Ludwigs des Deutschen (um 806–876) eingreifen konnte, den nach dem Tod Ludwigs des Stammlers (879) vakanten Thron zu übernehmen.
Die Normannen erschienen im November 885 erneut vor der Stadt und belagerten sie bis Oktober 886 (siehe Belagerung von Paris (885–886)). Die Stadt wurde von Gauzlin verteidigt, der seit 884 Bischof von Paris war, seinem Nachfolger als Abt von Saint-Germain-des-Prés, Ebalus, und von dem neuen Grafen Odo von Paris (um 865-898), der auf Empfehlung Gauzlins ernannt worden war, dem ältesten Sohn von Robert dem Starken (X 866) – die Kapetinger betraten die Bühne der Stadt. Am Ende erreichte Karl der Dicke (839–888) durch Zahlung von 700 livres den Abzug der Normannen.
In dieser Zeit entwickelten sich rund um die Klöster erste Vorstädte, Faubourgs. Der Faubourg Saint-Marcel im Südosten war ab dem 6. Jahrhundert befestigt, verschwand im 9. Jahrhundert wieder und wurde im 10. Jahrhundert neu gegründet. Der Vorort Saint-Germain-des-Prés weiter westlich entwickelte sich im 9. Jahrhundert. Am rechten Ufer wuchsen in der gleichen Zeit zwei Siedlungen heran:
- Saint-Germain-l’Auxerrois westlich der Nord-Süd-Achse und unmittelbar östlich des Louvre, heute ein Quartier im 1. Arrondissement (Louvre), und
- Saint-Gervais, heute ein Quartier im 4. Arrondissement (Hôtel de Ville).

die vom Wiedererstarken des Flusshandels profitieren, der vor allem am rechten Ufer der Seine anlandete. Weiter an der Straße nach Norden entstand die Ortschaft St-Martin-des-Champs (heute im 3. Arrondissement (Temple)).
Die Wahl Odos zum König des Westfrankenreichs wurde zum Glücksfall für Paris. Die Stadt war nun gemeinsam mit Orléans einer der Fixpunkte der Domaine royal der Familie Hugo Capets (941–996). Ohne schon eine richtige Hauptstadt zu sein, wurde Paris die bevorzugte Residenz der Könige Odo, des früheren Grafen von Paris, Robert I. (866–923) und Hugo Capet. Gefährdet wurde die Entwicklung noch einmal, als Hugo Capet Paris aus Dankbarkeit für die Unterstützung bei seinem Aufstieg seinem wichtigsten Ratgeber übergab, dem Grafen Burchard dem Ehrwürdigen von Vendôme († 1007), der die Stadt an seinen Sohn vererbte, Rainald, Bischof von Paris seit 991. Mit Rainalds Tod 1016 fiel Paris dann endgültig an die Krone zurück. Ab nun gab es in Paris keine Grafen mehr, lediglich Vizegrafen (Vicomtes) und ab etwa 1060 Vögte (Prévôts).

## Paris wird das politische Zentrum Frankreichs

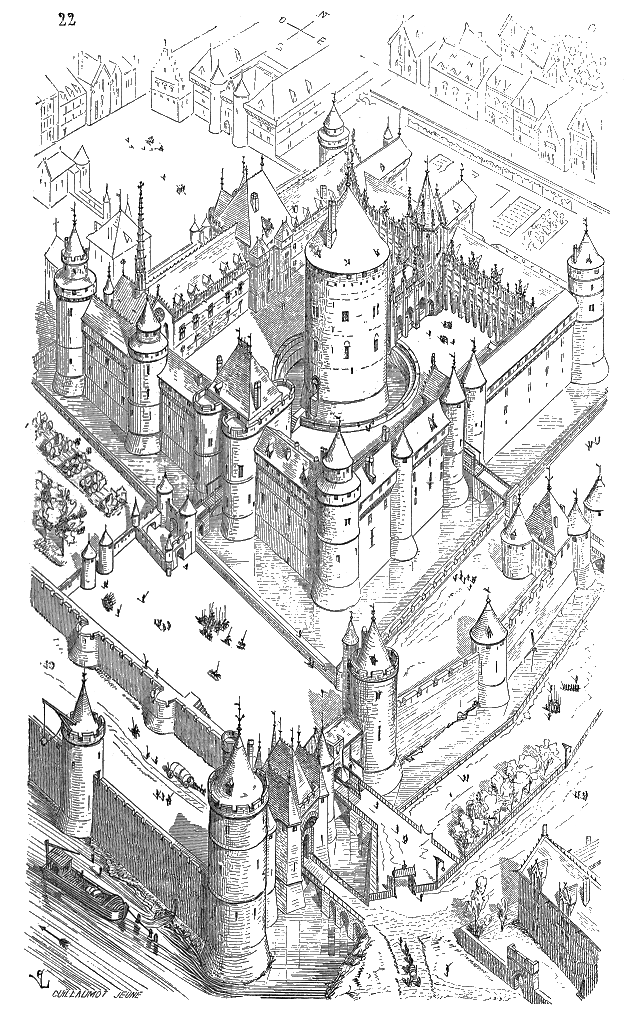
Der alte Louvre nach Viollet-le-Duc mit dem Grosse Tour im Zentrum

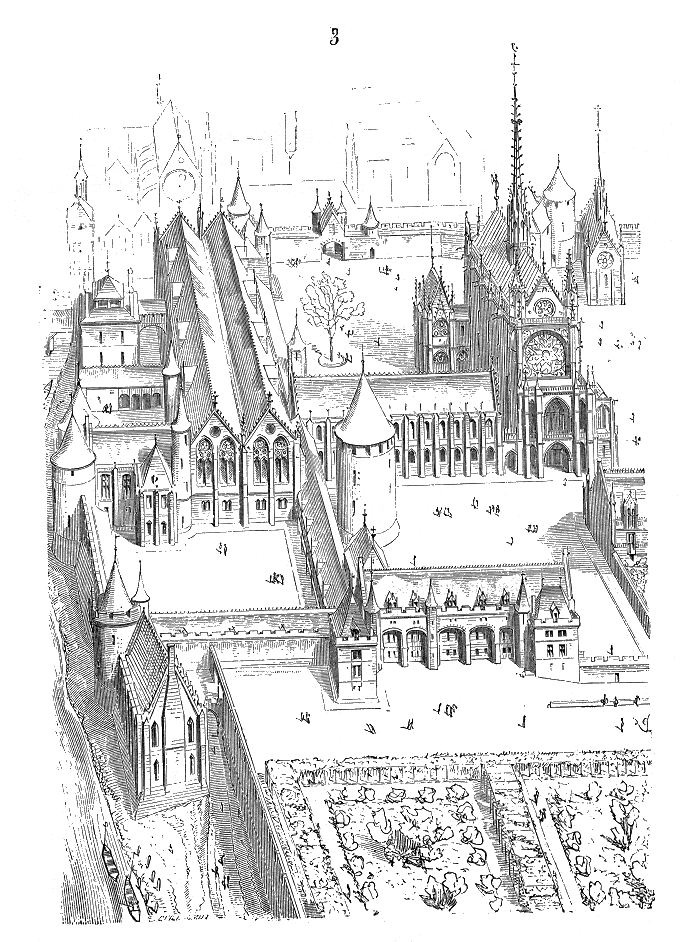
Das Palais de la Cité nach Viollet-le-Duc

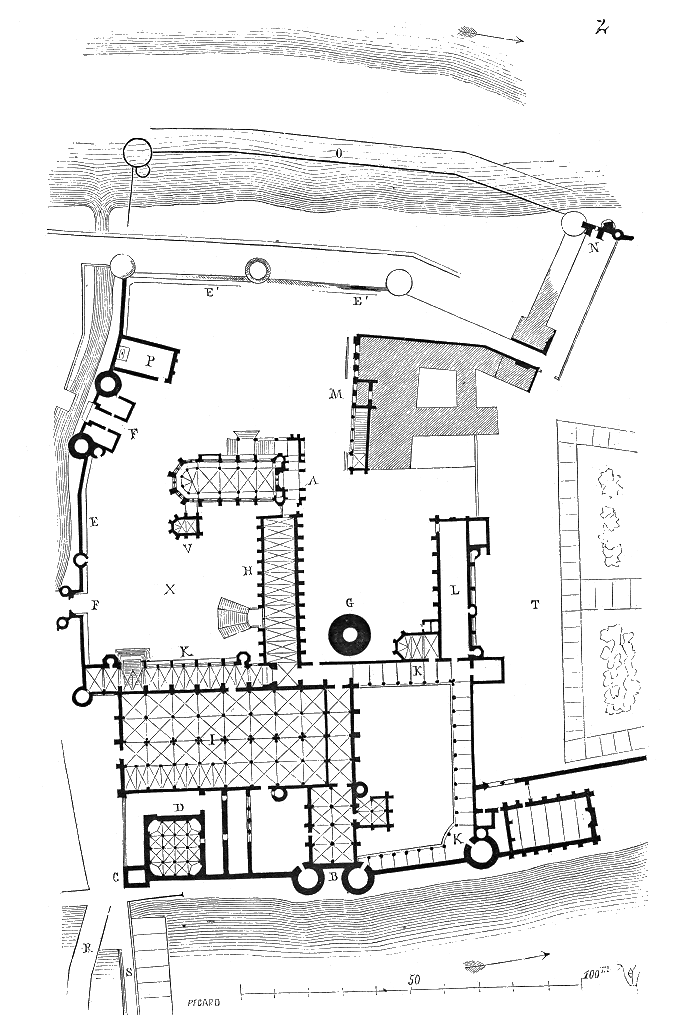
Plan des Palais de la Cité nach Viollet-le-Duc

Wie Aachen bei den Karolingern, war Paris nun das Symbol für die Kapetinger geworden – der Feldzug Kaiser Ottos II. (955–983) 978 richtete sich gegen Paris und brach vor der Stadt zusammen, als der Kaiser, der sein Feldlager auf dem Montmartre aufgeschlagen hatte, ergebnislos abzog. Die ersten Kapetinger machten aus Paris ihren gewöhnlichen Aufenthaltsort, und es war auch die einzige Stadt, die sie so behandelten, da sie den Rest ihrer Zeit nicht in anderen Städten, sondern auf den Burgen der Domaine royal verbrachten. Das Palais de la Cité wurde zu Beginn des 10. Jahrhunderts von Robert dem Frommen (972–1031) neu errichtet. Zu dieser Zeit wurde dann auch die römische Brücke abgerissen. Es blieb nun am großen Seinearm lediglich etwas flussabwärts die befestigte Große Brücke (Grand Pont, heute Pont au Change), die vermutlich Ende des 9. Jahrhunderts, nach dem Ende der Normannenüberfälle, gebaut worden war.
Noch 150 Jahre später, unter Ludwig VII. (1120–1180) war Paris weder die Hauptstadt des Königreichs noch das geografische Zentrum der königlichen Domäne, die sich zu der Zeit bis ins Berry erstreckte. Das Vexin, die Normandie (unter englischer Hoheit), das Chartrain und die Champagne (unter Hoheit des Hauses Blois, den mächtigsten Konkurrenten der Könige) liegen eine halbe Tagesreise von Paris entfernt, und stellen damit eine permanente Bedrohung für die Kapetinger dar. Paris ist lediglich die bevorzugte königliche Residenz, an der der König am häufigsten seinen Hof versammelt.
Erst Philipp August (1165–1223) machte aus Paris innerhalb von zwanzig Jahren eine tatsächliche Hauptstadt. Er gründete die Keimzellen für die zentralen Institutionen und gab damit seinem Reich die einheitlichen Strukturen, die aus ihm einen modernen Staat machen sollten: die Kanzlei, den Rechnungshof, das Schatzamt, die er alle in Paris ansiedelte. Und als Rahmen und Symbol dieser Zentralisierung ließ er – nicht innerhalb der Stadt, aber auch nur wenig von der Stadt entfernt – den dicken Turm des Louvre (grosse tour du Louvre) errichten, von dem aus er den königlichen Besitz bewirtschaften wollte.
Doch der Louvre bewies rasch, dass er den Anforderungen buchstäblich nicht gewachsen war. Gleichzeitig Festung und Gefängnis, manchmal auch Schatzkammer, kam er bald nicht mehr als königliche Residenz in Frage, wurde zu klein, um die französische Aristokratie und gelegentlich auch die englische oder deutsche zu empfangen. Hatte Ludwig der Heilige das alte Palais lediglich um die Sainte-Chapelle erweitert, so ging Philipp der Schöne (1268–1314) daran, an gleicher Stelle einen völlig neuen Palast zu bauen, den er Pfingsten 1313 mit einem Fest einweihen konnte, bei dem der englische König Eduard II. (1284–1327) anwesend war und drei seiner, Philipps, Söhne zu Rittern geschlagen wurden. Zum Tour Saint-Louis (heute Tour Bonbec) kamen der Tour d’Argent und der Tour de César hinzu, die Salle des Gens d'Armes, ein vierschiffiger Bankett- und Theatersaal, 64 mal 27,5 Meter groß, war das Zentrum des Palais.
Der König wohnte im Louvre oder östlich der Stadt, im Schloss Vincennes, wobei Letzteres ihm immer dann zugutekam, wenn es in der Stadt gärte und die Nutzung eines Ausweichquartiers angezeigt war. Karl V. (1338–1380), der Vincennes vergrößerte, erweiterte gleichzeitig den Louvre um zwei Gebäude, in denen es sich angenehmer residieren ließ als im engen Donjon Philipps Augusts, ließ aber auch das Hôtel Saint-Paul (auch Hôtel Saint-Pol) am Ufer der Seine oberhalb der Place de Grève ausbauen, das ihm dann sein bevorzugter Aufenthaltsort wurde.
Zwischen den Zeiten Ludwigs VI. (1081–1137) und Philipps VI. (1293–1350) hatten sich die politischen Gewichte in der Umgebung des Königs, nicht zuletzt aufgrund der Maßnahmen Philipp Augusts grundlegend verschoben. Hatte am Anfang noch der niedere Adel der Île-de-France mit Namen wie Garlande, Montlhéry und Montmorency die Macht für sich vereinnahmt bzw. herausgefordert (Le Puiset), so verschwand er in der zweiten Hälfte des 12. Jahrhunderts von der politischen Bühne. Er machte Platz für zwei Arten von Politikern, den hohen Adel zum einen, zum anderen den Technokraten, Juristen zumeist. Die Krone ist nun nicht mehr eine Sache der Île-de-France. Zur Zeit Philipps des Schönen, findet man in den Positionen in Paris den Diplomaten, Ludwig von Évreux (1276–1319), der ein Halbbruder des Königs ist, den normannischen Ritter Enguerrand de Marigny (um 1260–1315) und die südländischen Legisten Pierre Flote († 1302) und Guillaume de Nogaret (um 1260–1313). Verträge werden nun in Paris geschlossen. Wie selbstverständlich war es dann auch Paris, in das zu Beginn des 14. Jahrhunderts jene Versammlungen einberufen wurden, die die Generalstände werden sollten, sowie am Ende des Jahrhunderts die Versammlungen, die die Position Frankreich gegenüber dem Abendländischen Schismas festlegten.

## Paris wird das wirtschaftliche Zentrum Frankreichs

### Die Straßen und die Häfen
Paris entstand am Übergang einer Nord-Süd-Achse über die von Osten nach Westen fließende Seine – eine Croisée (Kreuzung), die einen Umschlagplatz entstehen lässt, und den Ort zum Zentrum einer weiten Region mit Getreideproduktion und Weinbau machte.
Der eine Teil der Croisée sind die Seine und diejenige Nebenflüsse, die Troyes und Auxerre mit Rouen und Compiègne verbinden. Über diesen Weg erfolgt die Versorgung der Hauptstadt und der Region, werden die Weine des Burgund (Beaune und Auxerre) ebenso wie die aus dem Orléanais und der Auvergne geliefert, und auch die damals als französisch bezeichneten Weine äußerst unterschiedlicher Qualität (Suresnes, Chaillot, Argenteuil) umgeschlagen. In Friedenszeiten, wenn die Straße nach Rouen offen war, wurde Salz aus der Bretagne und dem Poitou über Harfleur den Fluss hinauf gebracht, ebenso wie Fische aus Dieppe und Rouen. In Kriegszeiten hingegen hatte für diese Waren die Straße nach Orléans erste Priorität. Auch das gesamte Baumaterial für die Stadt, Holz und Stein, auch der für die Pflasterung, kamen mit dem Schiff. Dieses Netz wurde durch Straßen vervollständigt, die direkt oder indirekt in Kombination mit der Oise, Yonne oder Loing Flandern, die Normandie, die Champagne erreichen, die Märkte von Lille, Arras und Amiens bedienen, aber auch Burgund und das Loiretal.
Über dieses Straßennetz wurde im Wesentlichen der Nachschub der Stadt mit Korn, Gemüse und Fleisch aus der Region, aber auch den Produkten der Textilindustrie Flanderns, des Artois und der Normandie, sowie der normannischen Metallbearbeitung gesichert; auch die Luxuswaren aus den Ländern des Mittelmeeres kamen auf diesem Weg und nicht über die Flüsse. Als Umschlagplatz für den Bedarf der Stadt ließ Ludwig VII. um 1137 bei Les Champeaux einen Großmarkt mit dauerhafter Infrastruktur errichten: die Hallen – Pariser Markthallen.
Unter den Häfen – sowohl für den Nachschub, der über den Fluss kam, und als Umschlagplatz – war der Port en Grève der wichtigste, der Hafen unterhalb und im Osten der Place de Grève (heute Place de l’Hôtel-de-Ville), der auch über eine Infrastruktur aus Lagern (Chantiers) und zur Bewirtung (Weinstuben, Gasthäuser) verfügte. Das Wort Grève bezeichnete einen flachen Sand- oder Kiesstrand, und der Name bezog sich damit auf die Möglichkeit, die Schiffe an Land zu ziehen, und die genutzt werden musste, solange es noch keine Pontons gab. Der Ort ist darüber hinaus die etymologische Wurzel für das französische Wort für Streik, da hier im Hafen erstmals in Frankreich in größerem Umfang Tagelöhner, die Schauerleute und organisierte Unternehmer, die Nautae, aufeinander trafen.
Flussaufwärts wurde der Port en Grève durch die Häfen von Saint-Gervais, à l’Archévêque (beim Erzbischof von Sens, der hier seine Residenz hatte, das Hôtel de Sens), und Barrés (nach den hier ansässigen Karmelitern und ihren gestreiften Stoffen, siehe unten) verlängert.
Der Hafen an der École Saint-Germain-l’Auxerrois nur wenig oberhalb des Louvre, genannt Port de l’École, war für den Verkehr flussabwärts zuständig, den man nicht die Brücken passieren lasen wollte oder konnte, weil diese dafür einfach zu niedrig waren. Dieser Hafen hieß bis um 1413 Place aux marchands, bevor er zum Port de l’École wurde – wobei diese Schreibweise des Namens irreführend ist: er stammt nicht von der Schule (frz. École, lat. Schola), sondern vom Pegel (frz. Échelle, lat. Scala), der sich hier befand.
Es gab einen Hafen für burgundischen Wein, einen Hafen für französischen Wein, einen Kohlehafen, zwei Häfen für Getreide (Port au Blé) und Heu (Port au Foin), je einen oberhalb und unterhalb der Brücke; bei den oberhalb der Brücke und des Port en Grève gelegenen handelt es sich wohl nur um andere Bezeichnungen für dessen eben genannten Verlängerungen, die beiden unterhalb der Brücke, die den Port de l'École flussabwärts ebenfalls verlängerten, reichten bis über den Louvre hinaus. Darüber hinaus gab es an der Nordseite der Île de la Cité und damit am großen Seinearm weitere Häfen, den Port aux Œufs (Eierhafen), Port Saint-Landry und Port Notre-Dame (auch Port des Chanoines genannt, der Hafen bei den Kanonikern des Klosters Notre-Dame), die im 12. Jahrhundert noch sehr aktiv waren, im 13. Jahrhundert aber mangels Lagerkapazitäten, die es gegenüber am Port en Grève zur Genüge gab, jegliche Bedeutung verloren, und in der Folgezeit – so wie der Port de l’Évêque am kleinen Seinearm in Höhe des bischöflichen Palais’, der Schwierigkeiten mit der Navigation aufwies und daher dem wirtschaftlichen Aufschwung nicht folgen konnte – nur noch den lokalen Bedarf bedienten.

### Der wirtschaftliche Aufschwung
Nachdem 978 die Invasion Kaiser Ottos II. zurückgeschlagen worden war, erfreuten sich Paris und sein Umland unter den ersten Kapetingern einer relativ langen Friedenszeit. Im 11. Jahrhundert dehnte sich die Stadt nur langsam aus, und erst im 12. Jahrhundert, mit der Zunahme ihrer wirtschaftlichen Bedeutung, stieg die Bevölkerungszahl dann plötzlich stark an: am rechten Flussufer entwickelte sich in der Nähe des Hafens eine Handelsstadt, die sich wenig später auch auf das linke Ufer ausdehnte.
Noch im 12. Jahrhundert war Paris als Markt jedoch nur nachrangig verglichen den Märkten der Champagne. Im 13. Jahrhundert führte die Festigung der Hauptstadtfunktion aber dazu, dass sich die wohlhabende Führungsschicht des Landes in Paris einfand, der Adel und der Klerus, der es nützlich fand, einen Teil des Jahres in der Nähe des Hofes zu leben – Herzöge, Grafen und Erzbischöfe bauten ihre Paläste (Hôtels) in der Stadt – ebenso wie die Würdenträger des öffentlichen Dienstes, die königlichen Beamten, die Advokaten, die Staatsanwälte und Notare. Zur Zeit Johanns des Guten (1319–1364) gehörten der König von Navarra und der König von Böhmen zu den Einwohnern der Stadt. Unter Karl VI. (1368–1422) und seiner Ehefrau Isabeau nahm Herzog Ludwig VII. von Bayern als Bruder der Königin einen derartig wichtigen Rang in Paris ein, dass die Armagnacs, nachdem sie 1413 die Herrschaft in der Stadt übernommen hatten, versuchten, ihn in ein schlechtes Licht zu setzen.
Hinzu kam die Verteilung der Steuereinnahmen des gesamten Königreichs in der Stadt, die in größerem Umfang über den königlichen Haushalt abflossen sowie über die Adligen, die eine königliche Rente erhielten. Die Kapitalkonzentration in Paris und die verfügbare Liquidität am Ort zogen Kaufleute an, die dem Strom des Geldes folgten und sich in Paris nicht nur als Zentrum der Information und der Entscheidungen, sondern auch als schnell wachsendem Kapitalmarkt niederließen – Paris war die einzige Stadt im Westen Europas, die die politische und administrative und judizielle, intellektuelle und universitäre Funktion in sich vereinte.
All dies führt schnell zu einem Markt für Luxus und Überfluss. Kurzwarenhändler, Kürschner und Feinkosthändler dominierten die Geschäftswelt. Seit dem Ende des 13. Jahrhunderts zog Paris so viele Kaufleute aus Flandern und Italien an, dass die Folgen schließlich sogar auf den Märkten der Champagne zu spüren waren. Diese besaßen bis dahin den Vorteil, dank eines jährlichen Zyklus von sechs Hauptmärkten und vier Städten einen fast permanenten Handels- und Tauschmarkt anbieten zu können, was aber kaum noch etwas wert war, als Paris sich als tatsächlich ständiger Markt präsentierte, der zwar unter der Wirtschaftskrise des 14. Jahrhunderts litt, aber bis zum Ende des Jahrhunderts relativ wohlhabend blieb, und von der Erholung der Jahre 1380–1400, in denen jeder an ein Ende des englisch-französischen Konflikts glaubte, dann auch profitierte. Im gesamten 14. Jahrhundert hatten die wichtigsten Handels- und Bankhäuser einen Korrespondenten, eine Niederlassung oder gar einen residenten Teilhaber in der Stadt – ohne aber Paris zu einem der großen Geldmärkte des Westens zu machen: die Zentralen blieben dort, wo sie zuvor auch schon waren, vor allem also in Flandern.

## Das intellektuelle Leben in Paris
Das intellektuelle Leben von Paris erwachte im 11. Jahrhundert, nicht nur in der Cité, in der sich die Kathedralschule befand (Wilhelm von Champeaux (um 1070–1121) hatte hier Abälard (1079–1142) als Schüler), sondern auch in den Klöstern: die Schule von Sainte-Geneviève, die von Saint-Germain-des-Prés, dessen Skriptorium ein hohes Ansehen genoss, und vor allem die von Saint-Victor, deren Unterricht einen außergewöhnlichen Ruf im gesamten christlichen Westen genoss.
Die Pariser Logiker und die Theologen genossen bereits eine beachtliche Reputation. Ihr Bedürfnis nach intellektueller Unabhängigkeit sowie die Unvereinbarkeit des Lebens der Kanoniker mit dem der Studenten, führte um 1200 zu einem Umzug der Lehrer und Schüler in die neuen Viertel am linken Ufer, die unter der toleranteren Amtsgewalt des Abts von Sainte-Geneviève standen.
Die 1200 von König Philipp August, 1210–1215 von Papst Innozenz III. (1161–1216) und seinem Legaten Robert von Courson, 1219 von Papst Honorius III. (vor 1160–1227) und 1231 von Papst Gregor IX. (um 1167–1241) (Päpstliche Bulle Parens scientiarum) gegründete Universität Paris mit ihren wissenschaftlichen und den übergeordneten Fakultäten für Theologie, Recht und Medizin, bildete schnell eine Welt für sich: eine weitgehend männliche und zölibatäre Gruppe mit eigenen Dienstleistungen (Weinstuben, Kopisten und Pergamentern) und eigenen Regeln zur öffentlichen Ordnung. Bald mit dem Namen des Gründers seiner theologischen Fakultät, Robert von Sorbon, versehen, genoss die Sorbonne einen hervorragenden Ruf. Mitte des 13. Jahrhunderts hatten Albertus Magnus (um 1200–1280), Siger von Brabant (1235/40–1284) und Thomas von Aquin (um 1225–1274) sowie der Kardinal und Kirchenlehrer Bonaventura (1217–1274) die Universität aufgesucht.
Schon im 12. Jahrhundert hatte die Universität mit einigen Problemen zu kämpfen:
- Da die kirchlichen Autoritäten die Lehre des Zivilrechts jederzeit verbieten konnten, war die juristische Ausbildung unvollständig. Die Pariser Jurastudenten gingen daher bald dazu über, in die Ausbildung in Kanonischem Recht in Paris zwei Jahre Zivilrecht in Orléans einzufügen.
- Die Universität war an allen Krisen beteiligt, die die Lehre dieser Zeit traf, zumal diese im Allgemeinen auch eng miteinander verzahnt waren; dazu gehörten die Streitigkeiten der weltlichen Lehrer mit den sich an der Universität ausbreitenden Bettelorden und die Diskussionen um den Aristotelismus.

Im 13. Jahrhundert wurden diese Debatten durch eher kirchliche als religiöse Fragen in den Hintergrund gedrängt. Vor allem vor dem Hintergrund des Abendländischen Schismas wurden die Reform der Kirche und dann auch die Reform des Staates diskutiert, während gleichzeitig die neuen Strömungen der Humanismus der Universität fremd blieben, für den eher die intellektuellen Milieus der großen Kanzleien, die des Königs und die des Herzogs von Orléans verantwortlich zeichnen. Hinzu kommt, dass die Ausstrahlung der Universität, ohnehin schon durch das politische Engagement einiger Lehrer gefährdet, durch neue Konkurrenten beschnitten wird: Weil auch Territorialfürsten und Apanagisten vor Ort die Ausbildung ihrer Verwaltungs- und Rechtseliten sicherstellen wollen, ohne auf Paris zurückgreifen zu müssen, werden die Universitäten von Poitiers (1421), Dole (1422), Löwen (1425) Caen (1432) und Bourges (1463) gegründet, womit der Zulauf an Studenten nach Paris dann auch spürbar reduziert wurde.

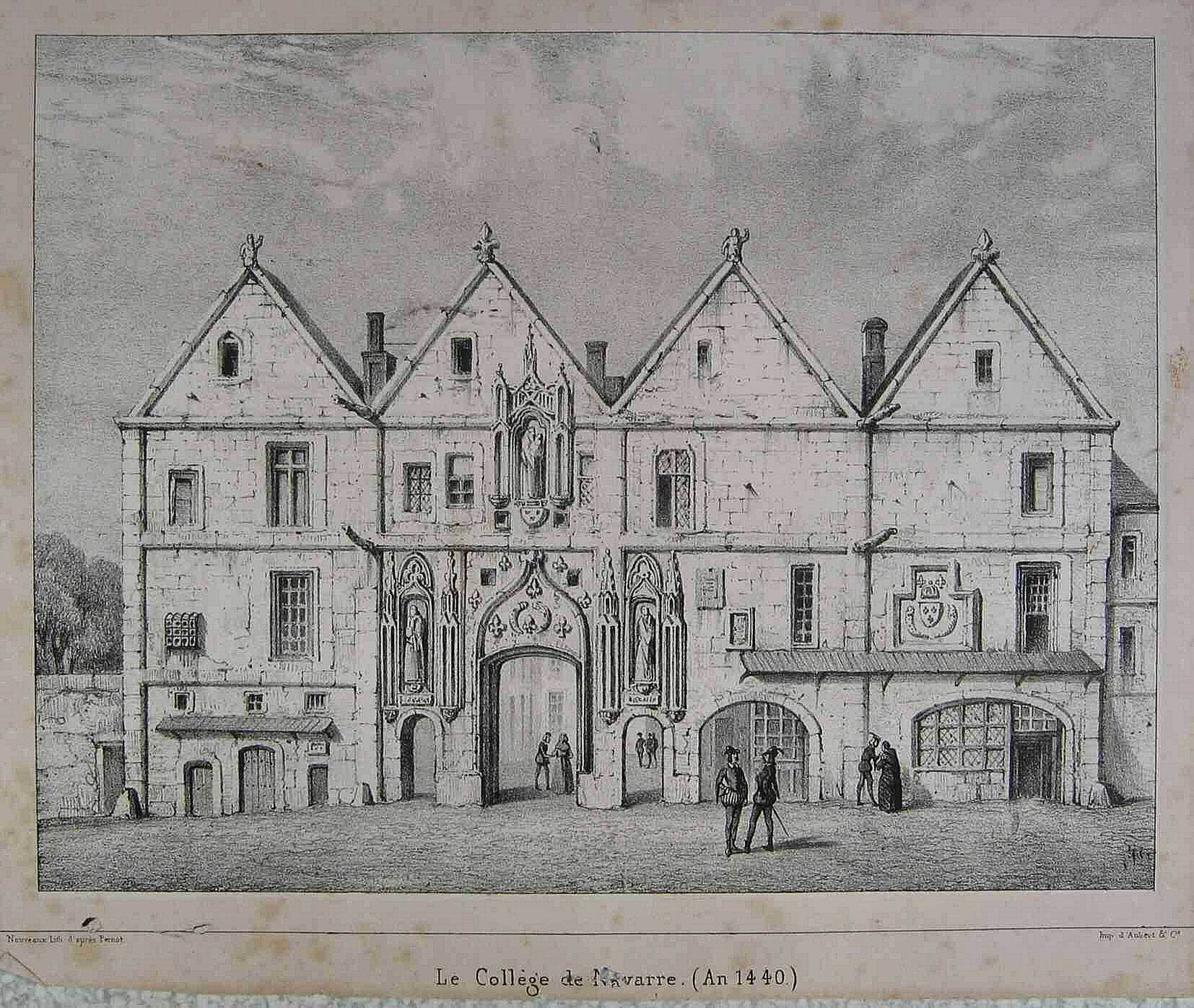
Collège de Navarre (1440)

Trotz dieser Krisen, zu denen auch 15. Jahrhundert die Missachtung kam, die sich aus der Beteiligung der Universität am Prozess gegen Jeanne d’Arc ergab, entwickelte sich nach dem Ende des Hundertjährigen Kriegs eine intellektuelle Dynamik, die zu weiteren Gründungen von Schulen in rascher Folge führte, sowie dazu, dass diese sogar in den Palästen kirchlicher Herren untergebracht wurden, als diese nicht mehr die Notwendigkeit sahen, in der Hauptstadt zu wohnen. Im Jahr 1450 zählte man bereits etwa 60 Schulen, darunter
- das Collège d’Harcourt (1280), das heutige Lycée Saint-Louis
- das Collège du Cardinal Lemoine (1302), das Ende des 15. Jahrhunderts das Zentrum des beginnenden Humanismus war,
- das Collège de Navarre (1304), die heutige École polytechnique
- das Collège des Lombards (1333) für italienische Studenten
- das Collège de Beauvais, wo Petrus Ramus und Francisco de Xavier lehrten, und
- das Collège de Clermont, das heutige Lycée Louis-le-Grand.

Ende des 15. Jahrhunderts lehrten Jacques Lefèvre d’Étaples (1450/55–1536), Marsilio Ficino (1433–1499) und Giovanni Pico della Mirandola (1463–1494) in Paris, und es ist die Sorbonne, wo der Rektor Guillaume Fichet (1433-um 1480) und der Metaphysiker Johannes Heynlin (1430–1496) 1470 die erste Pariser Druckerei aufstellen.
Zu erwähnen ist noch, dass in Paris die Astronomie so weit fortgeschritten war, dass hier die berühmten Alfonsinischen Tafeln erarbeitet werden konnten.

## Paris wird Großstadt

### Anfänge einer Infrastruktur

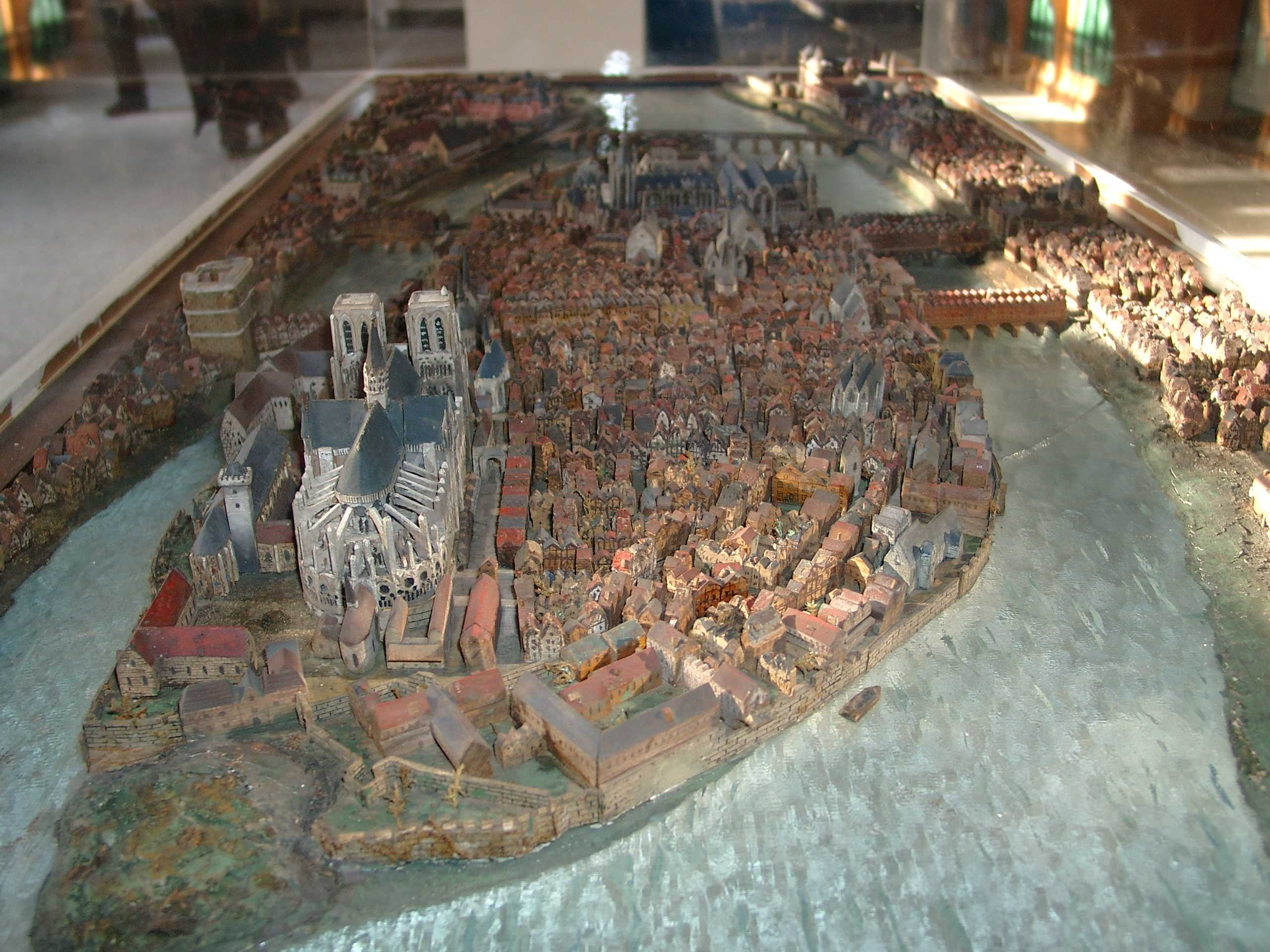
Modell der Île de la Cité zur Bauzeit des Pont Neuf, Blick von Osten mit Notre-Dame im Vordergrund

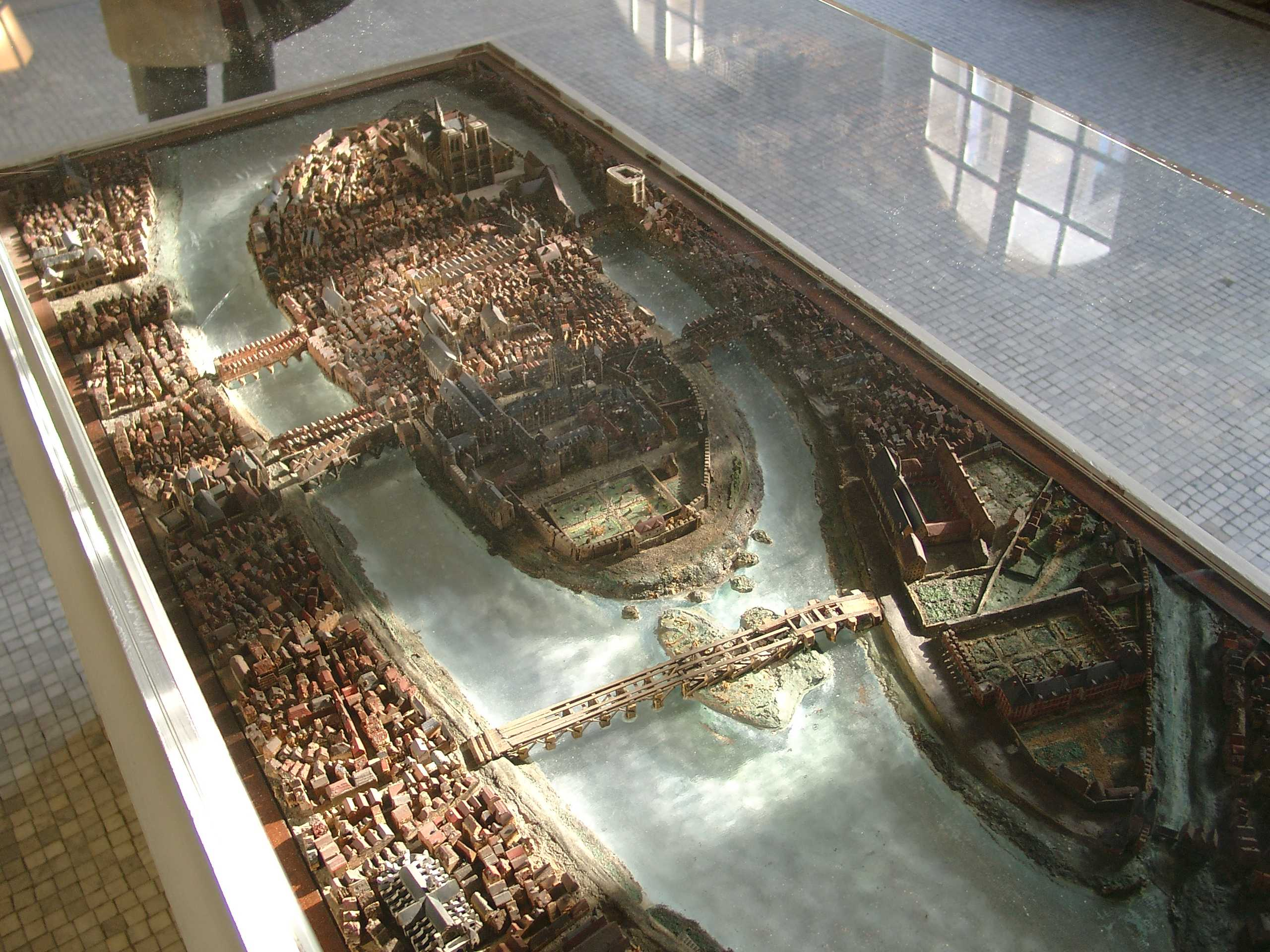
Modell der Île de la Cité zur Bauzeit des Pont Neuf, Blick von Nordwesten

Die Urbanisation machte im 13. und 14. Jahrhundert Fortschritte. Ludwig VII. ordnete um 1165 die Trockenlegung der Sümpfe (Marais) an. Die wichtigen Straßen am rechten Ufer wurden auf Kosten der Einwohner gepflastert. Darüber hinaus beseitigt man regelmäßig die Fahrbahn von Müll, den die Bewohner einfach vor ihren Türen abstellten, und häufte ihn außerhalb der Mauern an.
Drei Aquädukte brachten Trinkwasser aus Belleville und Le Pré-Saint-Gervais zu den sechs öffentlichen Brunnen, die zwischen 1182 und 1400 in den neu erschlossenen Gebieten der Rive Droite gebaut worden waren und die die Ressourcen der unzähligen privaten Brunnen ergänzten.
1. Die Fontaine Sainte-Avoye stand in der Rue Sainte-Avoye gegenüber der Kirche Sainte Avoye, unmittelbar an der alten Porte du Temple; die Rue Sainte Avoyen ist heute die Rue du Temple, und der Brunnen befand sich an der heutigen Ecke zur Rue Rambuteau.
2. 250 Meter weiter westlich lag die Fontaine Maubuée an der Ecke Rue Saint-Martin (Nr. 122) und der Rue Maubuée, die 700 Jahre lang Wasser lieferte, bis die Rue Maubuée und Fontaine Maubuée für den Bau des Centre Georges-Pompidou und seines Vorplatzes weichen mussten.
3. Nur 180 Meter die Rue Saint-Martin stadtauswärts entlang, an der Kirche Saint-Julien, weniger als 100 Meter nördlich der Rue Rambuteau, stand die Fontaine Saint-Julien.
4. Nur 100 Meter weiter nordwestlich befand sich die Fontaine Saint-Leu in der Rue Salle au Comte, nur wenige Meter von der Stadtmauer entfernt, zwischen der alten Porte Saint-Denis und der alten Porte Saint-Martin, nördlich der Kirche Saint-Leu-Saint-Gilles und wenige Meter südlich der Rue aux Ours; heute verläuft hier der Boulevard de Sébastopol.
5. 200 Meter westlich der Fontaine Maubuée stand die Fontaine des Innocents an der Nordostecke der Kirche Saints Innocents; es handelt sich um die Stelle, an der die Rue Saint-Denis auf die heutige Rue Berger trifft, 100 Meter östlich von Châtelet/Les Halles; der Brunnen wurde im 18. Jahrhundert, nach dem Abriss der Kirche, an seinem heutigen Standort, dem Square des Innocents einen Häuserblock weiter südlich, verlegt.
6. Der westlichste der sechs Brunnen war die Fontaine des Halles am Nordrand des Marktes Les Halles und am Ende der (heute verkürzten) Rue des Prêcheurs, etwa 200 Meter nordwestlich der Fontaine des Innocents; derzeit befindet sich hier die Nordostecke des Jardin du Forum des Halles.

Darüber hinaus wurden um 1350 die ersten Abwasserkanäle (Égouts) angelegt, darunter vor allem der Grand égout de ceinture, jeder Kanal, der die Stadt innerhalb der Mauern Étienne Marcels (siehe unten) und zumeist nur wenig von ihnen entfernt im Norden und Osten umfasste. Dieser Kanal begann an der Rue Saint-Antoine und endete an der neuen Porte Montmartre im Nordwesten. Sein Verlauf entspricht dem der heutigen Rue de Turenne (die damals auch Rue de l'Égout hieß) bis zu dem Punkt, wo ein zweiter Kanal dazukam, der die Rue Barbette entlang lief, dem oberen Teil der heutigen Rue Vieille du Temple, so dass man davon ausgehen kann, dass der Verlauf des Kanals zumindest hier den weiteren Bau der Straßen mitbestimmt hat.

### Die Ursprünge der Kommunalverwaltung

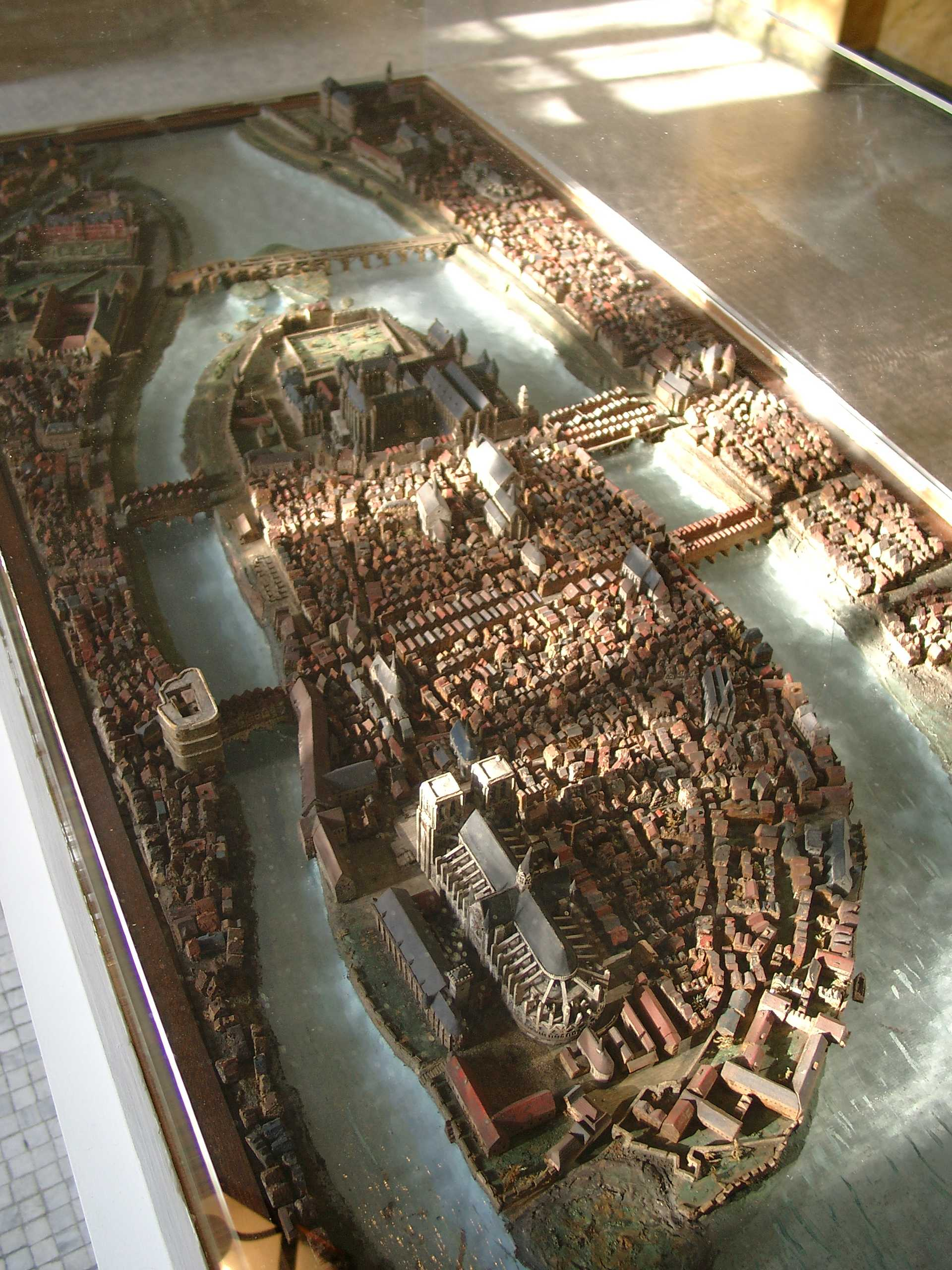
Modell der Île de la Cité zur Bauzeit des Pont Neuf, Blick von Südosten: Notre-Dame, Petit Châtelet, oben das Palais

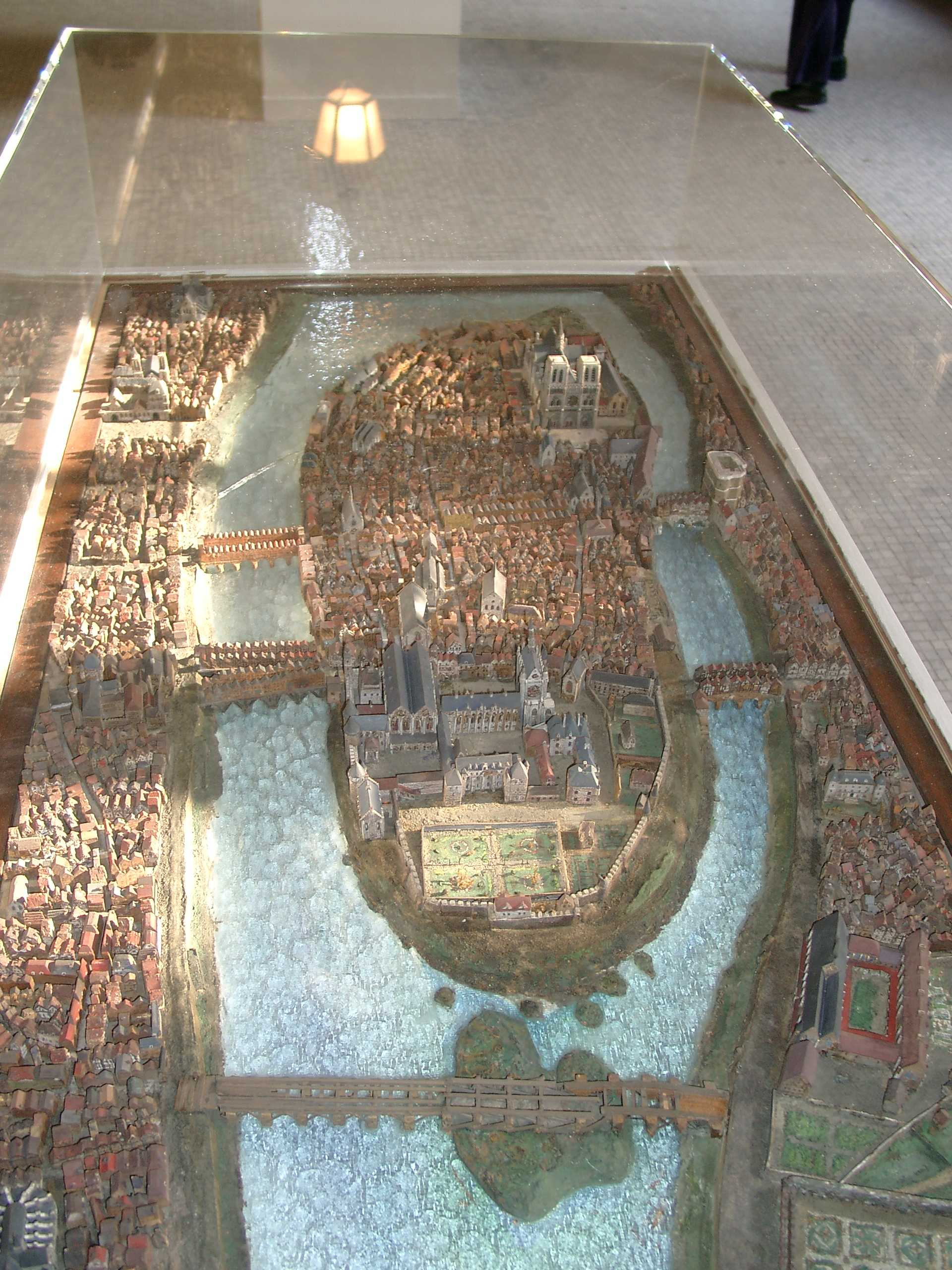
Modell der Île de la Cité zur Bauzeit des Pont Neuf, Blick von Westen: im Vordergrund der Pont Neuf, dahinter das Palais de la Cité

Politisch stand Paris seit dem 12. Jahrhundert unter einer besonderen Verwaltung. Zwei Vögte (Prévôts) leiteten die gewöhnliche königliche Justiz bzw. die Finanzverwaltung. Ludwig IX. (1214–1270) schaffte dieses System und die Ämter aus Sorge um finanzielle Unregelmäßigkeiten ab, erst nur das des Richters, dann beide. Er fasste die Funktionen zusammen und ernannte einen einzigen Garde de la prévoté et vicomté de Paris (1261). Der erste war Étienne Boileau, ein ehemaliger Vogt von Orléans, dessen herausragende Leistung darin bestand, die Gebräuche und Rechte der Zünfte niederschreiben zu lassen: Sein Livre des métiers wurde die Basis sämtlicher berufsständischen Regelungen in der Hauptstadt. Der sogenannte Vogt von Paris (Prévôt de Paris) wurde schnell der ranghöchste Vogt der französischen Vögte. Er bekam sehr bald zwei Stellvertreter, einen für die Zivil- und einen für die Strafgerichtsbarkeit, und war von fiskalischen Aufgaben befreit, die von königlichen Steuereinnehmer wahrgenommen wurden. Seit der Mitte des 14. Jahrhunderts wurde der Vogt aus dem Adel genommen oder sofort geadelt.
Bis zu den 1410er Jahren war die Funktion als Hauptstadt unlösbar mit der Hauptresidenz des Königs verknüpft. Das Schloss Vincennes war nicht mehr als ein sicherer und bequemes Ausweichquartier. Paris war die Hauptstadt, weil der König und sein Gefolge hier waren. Das Band wurde von Karl V. gestärkt, der sich viel in der Stadt aufhielt, anders als sein Vater Johann II., der seine Krone auf den Schlachtfeldern riskierte, und der – wenn er denn in Paris war – von seinen politischen und intellektuellen Beratern umgeben lebte, nahe seiner „Bibliothek“, die er im Louvre einrichtete und die die Basis erst der königlichen und dann der französischen Nationalbibliothek wurde.
Der Vogt sah sich in seiner politischen Arbeit einen Wirtschaftsverband gegenüber, zu dem sich die Händler, die den Fluss nutzen, seit dem 12. Jahrhundert gegen die Konkurrenz aus Rouen zusammengeschlossen hatten. Dieser Verband hat seinen Sitz im Parloir aux Bourgeois, das anfangs am Fuß der Rue Saint-Denis nahe dem Grand Châtelet (siehe unten) installiert war, im 14. Jahrhundert zeitweise auf das linke Seineufer verlegt wurde, in die Nähe der Porte Saint-Jacques (womit er sich ausgesprochen weit von den politischen und wirtschaftlichen Zentren entfernt befand). 1357 dann siedelte Étienne Marcel ihn an die Place de Grève um, in das berühmte Maison aux Piliers, das er zu diesem Zweck gekauft hatte und das sofort als Hôtel de Ville angesehen wurde.
Der Verband hatte bereits seine Rechte und Privilegien seit der Zeit Ludwigs VI., die Ludwig VII. 1171 bestätigte. Er verfügte über das Monopol der Flussschifffahrt in den Détroits, womit tatsächlich die mittlere Seine und deren Zuflüsse gemeint waren. Ab Ludwig IX. waren dann der Verbandsvorsitzende, der Prévôt des marchands, und seine vier Schöffen (die Échevins), die für vier bzw. zwei Jahre aus der Händleraristokratie der Stadt gewählt wurden, vom König als Gesprächspartner in allen Bereichen akzeptiert, in denen die königliche Verwaltung – die der Hauptstadt nicht den Status einer Gemeinde zuerkannte, was der größten Stadt des Königreichs wiederum eine gefährliche Sonderstellung verschaffte – sich nicht einer repräsentativen Institution des Pariser Bürgertums bedienen konnte.
Der Verband wandelte sich daraufhin schnell von einem Interessenvertreter des Handels in ein Organ zur Vertretung der gemeinsamen Interessen der Bürgerschaft. Tatsächlich schufen der Prévôt des marchands und die Schöffen eine Gemeindeverwaltung mit Beamten, die sich um die materiellen Belange der Stadt – Müllabfuhr, Straßenbau, Nachtwache, Aufsicht – ebenso wie um die Wirtschaftsjustiz und die Hafen- und Marktpolizei kümmerten.
Diese Organisation war eine Gemeinde ohne den Namen zu tragen. Ihre Rechtsprechung passte sich perfekt in das bestehende System ein, und der königliche Staatsanwalt bediente sich auch des Büros des städtischen Staatsanwalts. Sie begann im 14. Jahrhundert eine politische Rolle zu spielen, als der Prévôt des marchands Étienne Marcel, aus einer großbürgerlichen Familie stammend, die durch wirtschaftliche Interessenkonflikte zerstritten war, 1356 – dem Jahr der Niederlage von Poitiers und der Gefangennahme des Königs – zugunsten einer Reformbewegung aus den Generalständen heraus die Führung einer eindeutig revolutionären Bewegung übernahm. Seine kurzlebige Zusammenarbeit mit der Jacquerie bewirkte eine Stimmungsumschwung bei seinen Verbündeten und den Parisern selbst, als dessen Folge Marcel ermordet wurde und Paris in die bestehende Ordnung zurückkehrte – und der Dauphin Karl, Regent während des Gefangenschaft seines Vaters, war klug genug, einer Stadt gegenüber, deren Treue er benötigt, die Sanktionen in Grenzen zu halten, während er in Verhandlungen mit den Engländern stand. Die Regierung der Herzöge hingegen (Ludwig von Anjou, Johann von Berry und Philipp von Burgund als Regenten für den minderjährigen Karl VI.) zeigt sich 1383 nach dem Aufstand der Maillotins weniger großmütig: die Privilegien des Verbandes wurden abgeschafft und der Prévôt des marchands abgesetzt. 1389 zum Aufseher über die Vogtei der Händler eingesetzt, schaffte es der Advokat Jean Jouvenel dann aber, nach und nach zur alten Situation zurückzukehren, die 1412 durch das Regiment der Bourguignons definitiv wiederhergestellt wurde, das besorgt darum war, sich das Bürgertum gewogen zu machen.
Bei den ab 1412 gewählten Prévôts des marchands und Schöffen findet man noch eine Mehrheit von Händler und Handwerkern: Kurzwarenhändler, Pelzhändler, Geldwechsler. Zwischen 1412 und 1420 sind einige Fleischer dabei. Ab 1445 wurde die Vogtei der Händler hingegen von königlichen Beamten, Juristen oder Finanziers ausgefüllt. Man residierte bis in die 1450er Jahre in der Maison aux Piliers, das jedoch Ende des 15. Jahrhunderts zusammenzufallen drohte. Das Haus wurde im 16. Jahrhundert wieder aufgebaut und erneut in den 1880er Jahren nach den Bränden der Pariser Kommune – das heutige Hôtel de Ville im 4. Arrondissement. Das Platz vor der Maison aux Piliers, die Place de Grève, wurde 1803 in Place de l’Hôtel-de-Ville umbenannt.

## Die Nord-Süd-Achse und die Seinebrücken

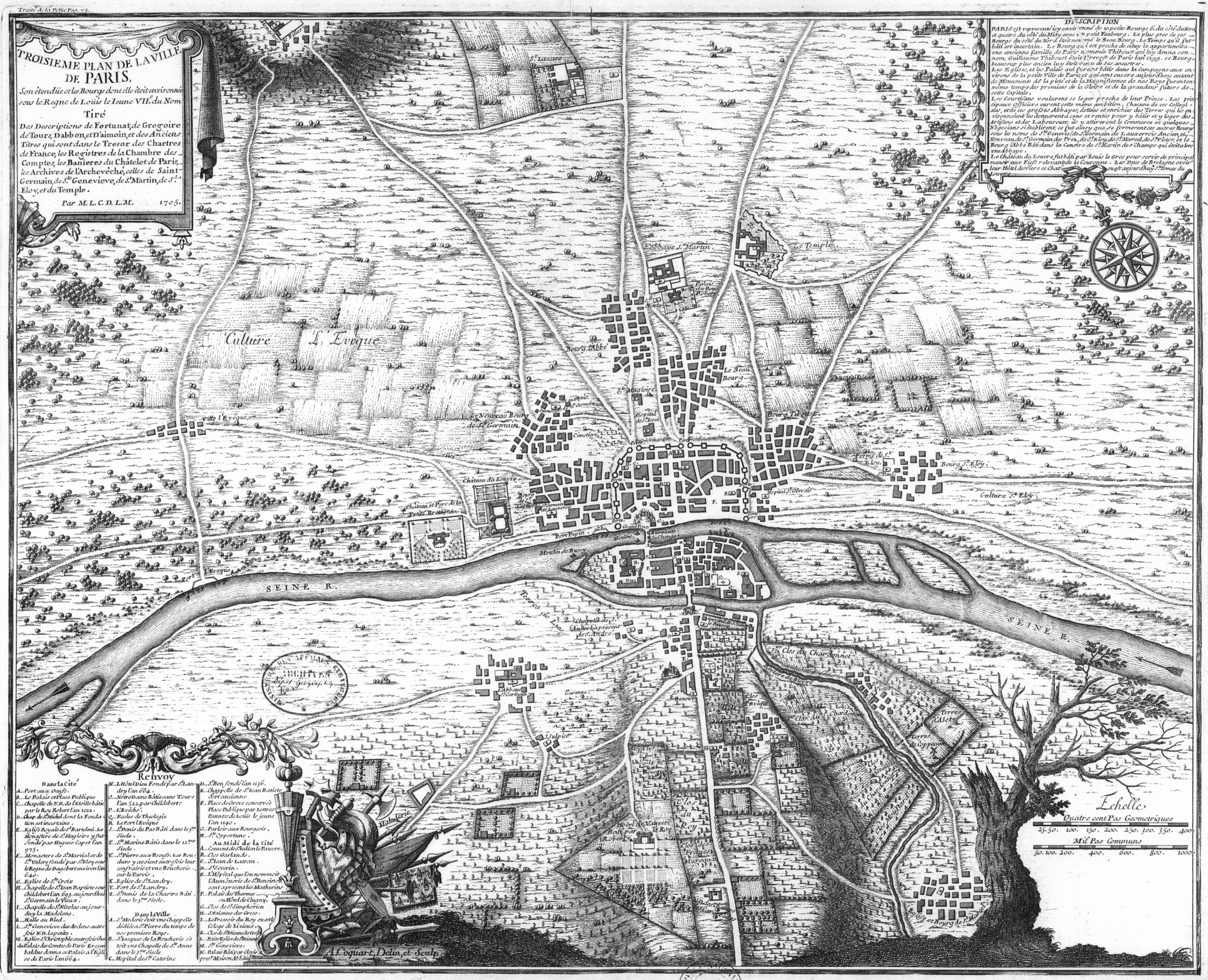
Paris beim Regierungsantritt Philipp Augusts (1180)

Die verkehrstechnische Lage von Paris wird durch die Topographie bestimmt: der Übergang über einen Fluss mittels einer Insel, eine Kreuzung von Verkehrswegen Nord-Süd und West-Ost. In gallorömischer Zeit war dieser Verkehrsweg durchgängig, ein typischer Cardo, der dann durch die Verlagerung der nördlichen Verkehrsströme nach Westen, von der fränkischen Residenz Soissons hinüber ins wirtschaftliche aufstrebende Flandern, allerdings zerbrach. Die Hauptstraße am rechten Ufer war in der Antike die Rue Saint-Martin, die an der alten römischen Brücke, dem heutigen Pont Notre-Dame, endete. Diese wurde im Mittelalter durch die Rue Saint-Denis ersetzt, die Straße nach Flandern, die am Grand-Pont (dem heutigen Pont au Change) endet und keine direkte Verbindung mit der Hauptstraße des linken Ufers hat, die wiederum der Beginn der Straße nach Orléans und Burgund ist und am Petit Pont beginnt, der Rue Saint-Jacques. Das Ergebnis dieses Achsbruchs war ein schwieriges Wandern durch die vielen engen Querstraßen der Cité oder des Rive Droite.
Zusätzlich kreuzte die Nord-Süd-Achse in der Antike wie im Mittelalter kein Decumanus, keine vergleichbare West-Ost-Hauptstraße, die Paris bis zu den Eingriffen Baron Haussmann (1809–1891) auch nicht bekommen wird. Hingegen gab es eine Unmenge von engen Gassen parallel zur erst seit dem Bau der Hallen aufstrebenden Rue Saint-Honoré (die aufgrund des weiteren Verlaufs der Seine aber keine Bedeutung über die Umgebung der Stadt hinaus haben wird – die Überlandverbindung in die Normandie wird auch zukünftig über Saint-Denis und damit wieder über die Rue Saint-Denis gehen) und zur Rue Saint-Antoine, der einzigen quer zur Hauptachse verlaufenden Straße, die nach Melun und in die Champagne führt, aber aufgrund des fehlenden Gegenstücks im Westen keinen Decumanus darstellen kann.
Hinzu kommt, das diese aufgeteilte Pariser Kreuzung zudem schlecht an die wirtschaftlichen und politischen Zentren der Stadt angebunden ist, das Palais de la Cité, Les Halles, die Hafen und die Place de Grève, angebunden ist. Paris war folglich bereits im 13. Jahrhundert eine Stadt mit äußerst schwierigen Verkehrsverhältnissen.
Der Bau neuer Brücken am Ende des Mittelalters verbesserte die Situation ein wenig. Wohl bis zum Ende der Normannenüberfälle, also dem Ende des 9. Jahrhunderts, existierte die alte römische Brücke noch, danach hatte Paris bis zum 14. Jahrhundert nur zwei Holzbrücken, den Grand Pont (Pont au Change) zum rechten und den Petit Pont zum linken Ufer, die jeweils an ihren äußeren Enden durch Kastelle, das Grand Châtelet (an der heutigen Place du Châtelet) bzw. das Petit Châtelet gesichert waren. Beide waren anfangs aus Holz und wurden erst später in Stein ausgeführt. Als mit dem Bau der Stadtmauer die Châtelets ihre alte Funktion verloren hatten, ließ Philipp August das Grand Châtelet instand setzen und machte daraus den Sitz des königlichen Prévôt inklusive Justizgebäude und Gefängnis.
1313 baute man die ersten Uferbefestigungen, den Quai de Nesle (heute Quai de Conti) und den Quai des Grands Augustins, an deren oberen Ende der Prévôt Hugues Aubriot 1379 den Pont Saint-Michel an der Mündung der Rue de la Harpe und der Rue Saint-André des Arts als Steinbrücke bauen ließ, mit dem er den Petit Pont und die Verbindung zwischen der Cité und dem linken Ufer ergänzte. Die Brücken waren stark bebaut und daher ökonomische Zentren der Stadt – 140 Häuser und 112 Läden auf dem Grand Pont – und mit Mühlen noch beschwert und wurden mehrfach durch Hochwasser und Eisgang weggeschwemmt: der Petit Pont brach 1393 zusammen, im Januar 1408 wurden beide Brücken des kleinen Seinearms (Petit Pont und der neue Pont Saint-Michel) Opfer der Naturgewalten, wodurch die Stadt faktisch zweigeteilt wurde. Die weggerissenen Brücken wurden wieder ersetzt, jedoch auch die Steinbrücke nur in Holz.

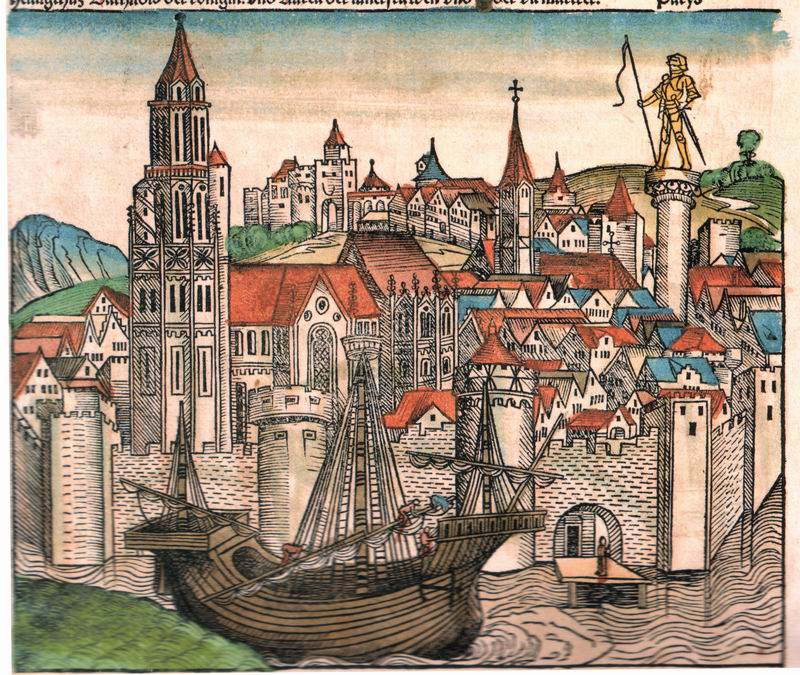
Paris in der Schedelschen Weltchronik (1493)

Es dauerte bis zum Hochwasser von 1499, bis am großen Seinearm der Pont Notre-Dame etwas oberhalb des Grand Pont an der Stelle der Jahrhunderte zuvor abgerissenen römischen Brücke als Steinbrücke zusätzlich errichtet wurde, die alte Nord-Süd-Straße endlich wieder durchgängig war, und es jetzt vier Brücken über die Seine gab. Hier existierte zuvor eine Fußgängerbrücke, die Planche Mibray, die eine Mühle trug und den Fischern als Bootsanleger diente, die aber anfangs den Seinearm nicht ganz überquerte und damit die Cité auch nicht mit der Rue Saint-Martin verband. Erst später wurde sie bis auf die Insel verlängert, bevor sie schließlich durch den steinernen Pont Notre-Dame ersetzt wurde.
Weiter flussabwärts stellten Fährleute das Übersetzen von Personen und Waren zwischen dem Louvre und dem Tour de Nesle sicher. Und schließlich gab es noch den Pont de la Tournelle (der auch heute noch so heißt) zwischen der Rive Gauche und der Île de Notre-Dame, dem sumpfigen und bis zum 17. Jahrhundert unbewohnten westlichen Teil der heutigen Île Saint-Louis, der aber nur dazu diente, die Insel trockenen Fußes zu erreichen und kein weiterführendes Gegenstück am anderen Ufer hatte. Die Vermehrung der Übergänge darf jedoch nicht darüber hinwegtäuschen, dass die Brücken als Treffpunkte, handwerkliche und wirtschaftliche Zentren ständig verstopft waren.

## Die Stadtmauern
Die hochmittelalterliche Stadt hatte etwa wieder die Größe der Stadt der Spätantike. Sie bestand aus der befestigten Cité auf der Insel und einigen Siedlungen an den beiden Flussufern, an den Enden der Brücken. Das Wachstum der Stadt auf dem rechten Ufer scheint im 9. Jahrhundert den Bau einer Stadtmauer rechtfertigt zu haben, vielleicht ein einfacher Wall, der von einer Palisade gekrönt war und den äußeren Rand der Stadt darstellt, für den sich heute noch die Bezeichnungen Porte Paris und Porte Baudoyer erhalten haben. Am linken Ufer waren die verteidigten Siedlungen die bei den Klöstern (Sainte-Geneviève, Saint-Germain-des-Prés, Saint-Victor, Saint-Marcel).

### Die Mauer Philipp Augusts

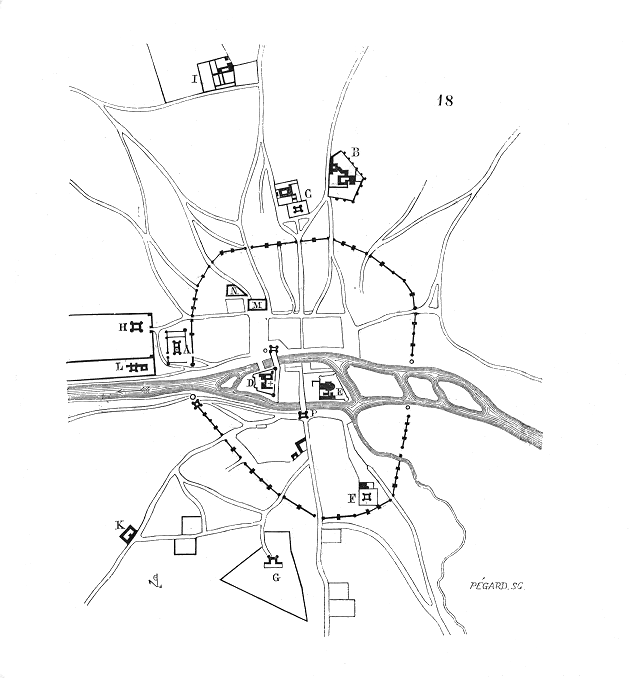
Stadtplan mit der Mauer Philipp Augusts von Viollet-le-Duc

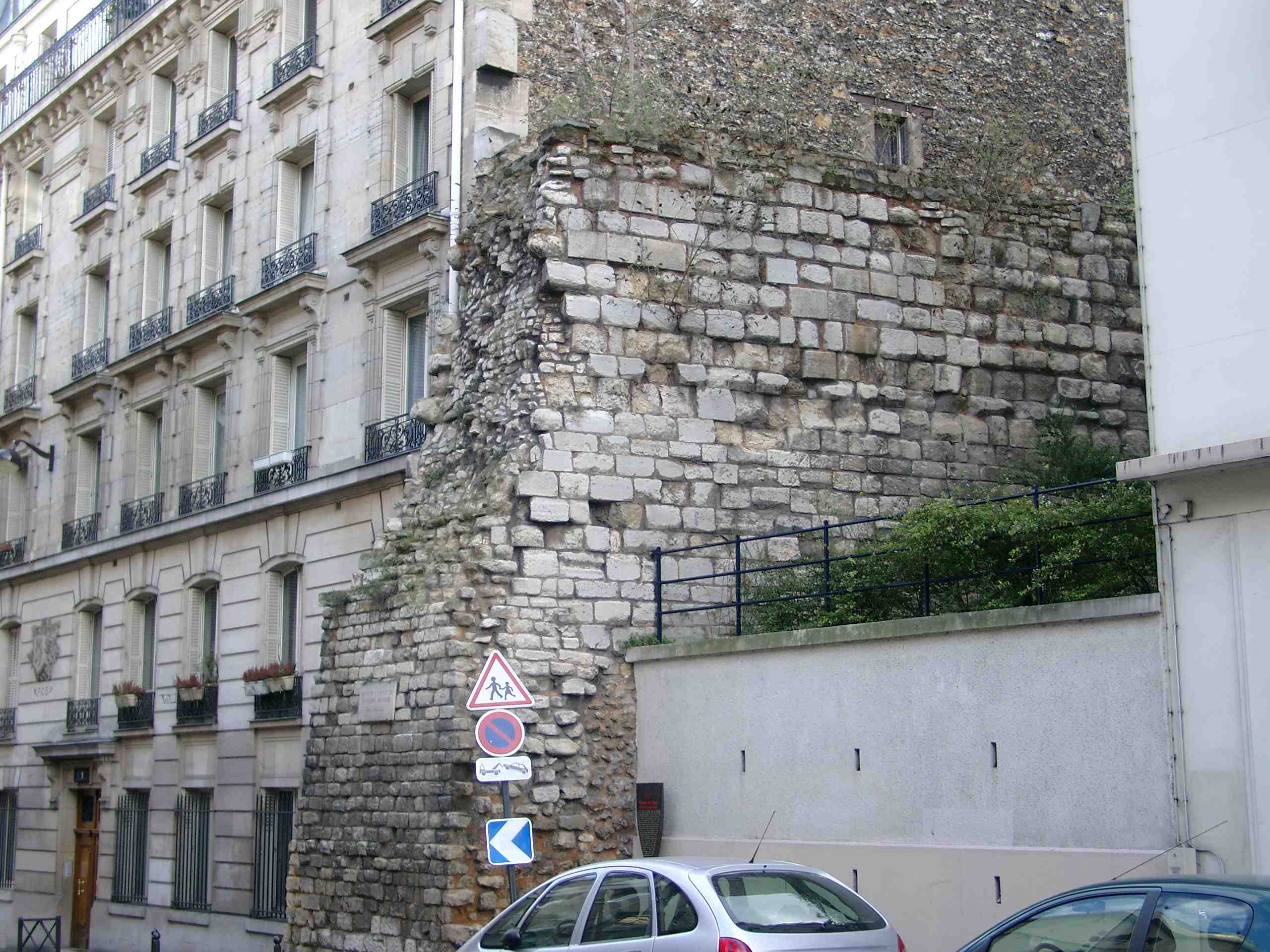
Rest der Mauern Philipp Augusts, Rue Clovis, 5. Arr.

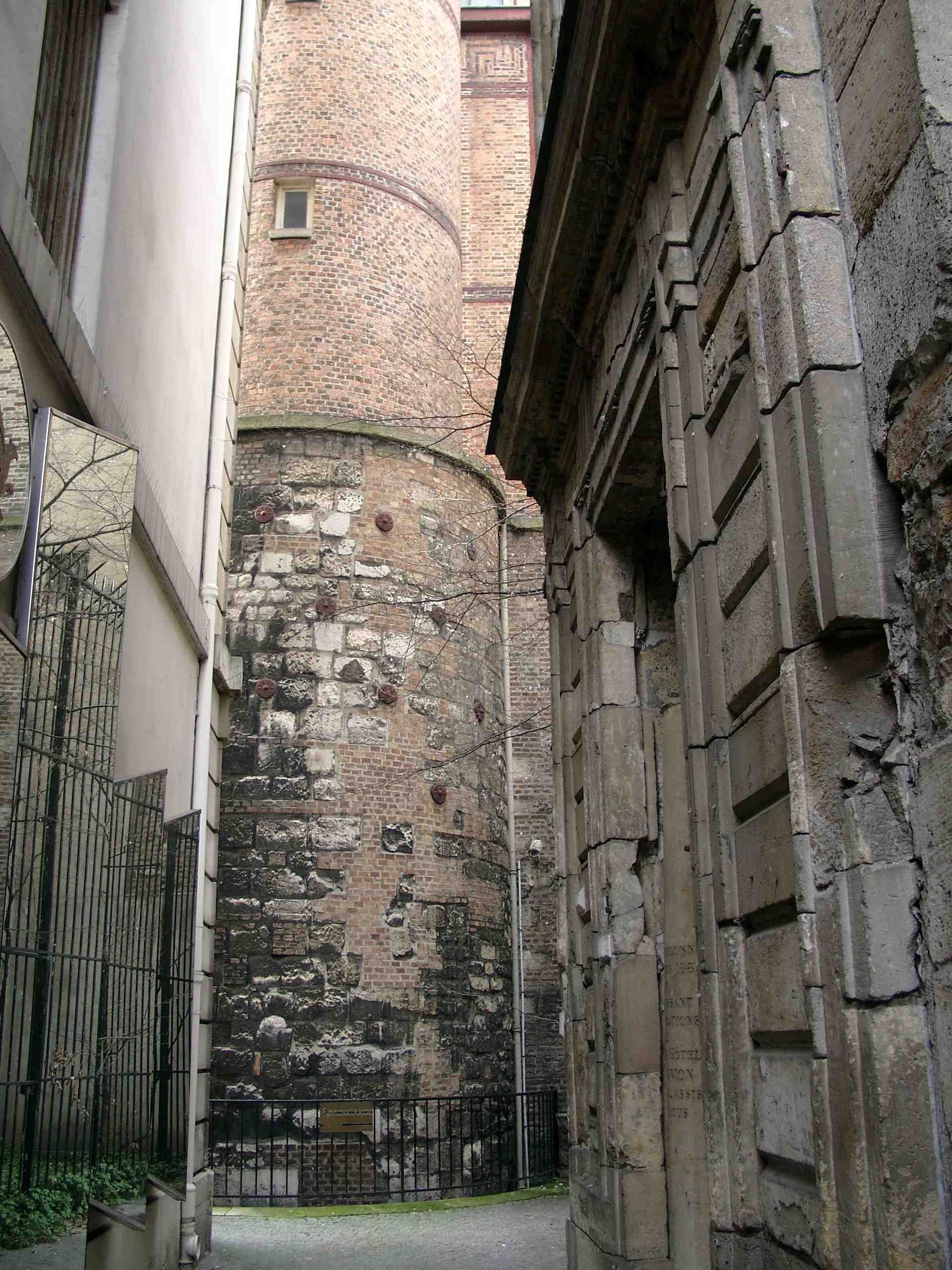
Turm der Mauern Philipp Augusts, Rue des Francs-Bourgeois, 4. Arr.

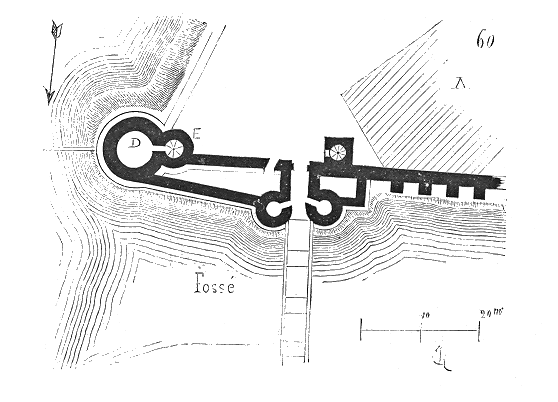
Plan des Tour de Nesle nach Viollet-le-Duc

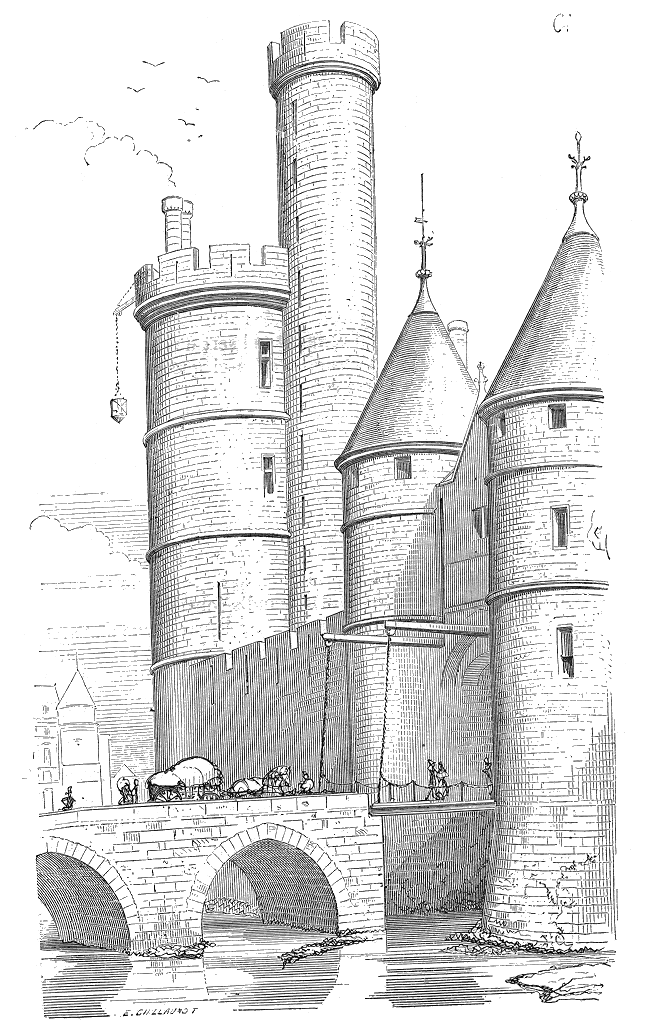
Tour de Nesle nach Viollet-le-Duc

Im 12. Jahrhundert drängte Paris über diese Umfriedung hinaus. Am rechten Ufer hörte man nicht auf, weiter zu bauen. Am linken Ufer entwickelte sich der Siedlungsraum zwischen Seine und den ersten Abhängen. Die Sicherheit der wachsenden Bevölkerung, die sich innerhalb von dreißig Jahren von 30.000 auf 50.000 erhöht hatte, musste gewährleistet werden. Philipp August ließ von 1190 bis 1210 eine neue Stadtmauer bauen, 9 Meter hoch, 2 bis 3 Meter breit, mit 33 Türmen im Norden, 34 im Süden, 12 Stadttoren. Die Mauer umfriedete 250 Hektar mit einem Durchmesser von 2 Kilometern, reichte im Westen bis an den Louvre, im Osten bis an die äußersten Grenzen des Port en Grève. Sie umfasste im Norden die Hallen, im Süden den Vorort Sainte-Geneviève und die Siedlungen um die junge Universität. Ausreichend groß bemessen, reichte die Mauer für ein Jahrhundert aus, und umfasst dennoch eine dreigeteilte Stadt: die Cité, das religiöse, administrative und judizielle Herz;. das nördliche Ufer, la Ville, das mit dem Hafen verbundene wirtschaftliche Zentrum – Port en Grève, Port de l’École – und die Hallen; das südliche Ufer ist l’Université.
Die Mauer begann an der Seine an der Südostecke des Louvre mit
- der Tour du Coin nebst einem Durchlass am Flussufer, führte an der Ostseite des (alten) Louvre entlang, und hatte mit
- der Porte Saint-Honoré an der Rue Saint-Honoré (Nr. 111) ein erstes Stadttor. 480 Meter weiter nordöstlich lag
- die Porte Montmartre an der Rue Montmartre; ihr Standort war weniger Meter bevor die Straße auf die Rue Étienne Marcel trifft. Dann folgten 330 Meter östlich
- die Porte Saint-Denis an der Rue Saint-Denis, wenige Meter hinter der Kreuzung mit der Rue aux Ours bzw. Rue Étienne Marcel, und weitere 180 Meter östlich
- die Porte Saint-Martin an der Rue Saint-Martin, unmittelbar hinter der Kreuzung mit der Rue aux Ours – beide Stadttore sind etwa 750 Meter von der Seine entfernt und stellen damit den größten Abstand im Norden dar. Das nächste Stadttor war 330 Meter weiter südöstlich
- die Porte du Temple an der Rue du Temple, wenige Meter hinter der Kreuzung mit der Rue Rambuteau (etwa 600 Meter außerhalb lag der Temple, die Residenz der Tempelritter in der Nähe des heutigen Place de la République). Es folgten 330 Meter südöstlich
- die Porte Barbette an der Rue Vieille du Temple kurz vor der Kreuzung mit der Rue des Francs Bourgeois, und schließlich
- die Porte Sainte-Antoine dort, wo die Rue de Rivoli in die Rue Saint-Antoine übergeht. Der nördliche Ring schloss mit
- dem Tour Barbeau an der Seine gegenüber der Île Saint-Louis, ebenfalls mit einem Durchlass am Flussufer.

Der südliche Mauerring begann dem Louvre gegenüber mit
- dem Tour de Nesle am Flussufer, der trotz des Namens ebenfalls ein Tor war. Es folgten 420 Meter landeinwärts
- die Porte Bucy kurz vor dem Ende der Rue Saint-André des Arts, der Straße nach Saint Germain-des-Prés, das außerhalb der Stadt blieb. Wenig weiter kam dann
- die Porte Saint-Germain, die am Place Henri Mondor stand, jener Stelle, an der sich heute der Boulevard Saint-Germain an der Grenze des Quartier de l’Odéon zum Quartier Saint-Germain des Prés (Nr. 131), erweitert. Weitere 450 Meter weiter und etwa 620 Meter vom Fluss entfernt stand
- die Porte Saint-Michel an der Rue de la Harpe (die an dieser Stelle, etwa dem Osteingang des Jardin du Luxembourg heute Boulevard Saint-Michel heißt), dann
- die Porte Saint-Jacques an der parallel dazu verlaufenden Rue Saint-Jacques (etwa Nr. 157), mit 750 Meter die größte Entfernung vom Fluss ausmachend. 200 Meter östlich lag
- die (erst später eingefügte) Porte Sainte-Geneviève etwas südlich des Klosters Sainte-Geneviève; heute befindet sich hier die Rue d’Ulm kurz vor ihrer Kreuzung mit der Rue de l’Estrapade. Nur 250 Meter weiter und ebenfalls in der Nähe des Klosters befand sich
- die Porte Saint-Marcel, die später Porte Bordelle hieß, an der alten Straße nach Burgund, der heutigen Rue Descartes, kurz bevor sie in die Rue Mouffetard übergeht. Auf halber Strecke zurück zum Fluss lag dann
- die Porte Saint-Victor an der Straße zum Kloster Saint-Victor (das sich ebenfalls außerhalb des Mauerrings befand), kurz bevor die Rue des Écoles auf die Rue du Cardinal Lemoine stößt. Der Ring schloss dann am Flussufer – wiederum gegenüber der Île Saint-Louis – mit
- Le Chardonnet, später Tournelle genannt, am heutigen Quai de la Tournelle, ebenso mehr Stadttor als Turm.

Der Verlauf der Mauer am rechten Ufer des Flusses lässt sich im Südosten anhand einiger Straßennamen noch nachvollziehen, die den vorgelagerten Gräben entsprechen:
- Rue des Fossés Saint-Jacques
- Rue des Fossés Saint-Victor (heute Rue du Cardinal Lemoine)
- Rue des Fossés Saint-Bernard

(Die Rue des Fossés Saint-Marcel liegt in der Faubourg Saint-Marcel und hat mit den Befestigungsanlagen dieses Ortsteils zu tun, nicht aber mit denen von Paris)
Die größten Durchlässe in diesem Ring bildete natürlich der Fluss im Westen und im Osten, im Westen durch den Tour du Coin am Louvre und den Tour de Nesle geschützt, im Osten durch den Tour Barbeau und den Tournelle. Die beiden gegenüberliegenden Türme waren jeweils mit einer Eisenkette verbunden, die bei Bedarf hochgezogen wurden und so den Fluss für Schiffe sperrten. Problematisch daran war vor allem, dass im Osten zwischen den beiden Türmen noch zwei unbewohnte Inseln lagen, die Île aux Vaches und die Île Notre-Dame (aus denen im 17. Jahrhundert die Île Saint-Louis gebildet wurde), die die Öffnung gefährlich breit machten.
Etwas weiter flussaufwärts lag damals noch eine weitere Insel, die Île Louviers oder Île des Javiaux, die nur durch einen schmalen Flussarm, den Grammont-Graben, vom rechten Ufer getrennt war, und die auch außerhalb der Mauern lag und auch blieb. Dieser schmale Flussarm lag unmittelbar südlich des heutigen Boulevard Morland, westlich vom letzten Stück des Canal Saint-Martin.
Reste dieser Stadtmauer gibt es noch:
- Am unteren Ende der Rue Clovis (5. Arrondissement),
- Öffentlich nicht sichtbar am oberen Ende der Rue Guénégaud (6. Arrondissement), und
- In der Rue des Francs-Bourgeois 55 (4. Arrondissement im Hof des Crédit municipal gegenüber dem Hôtel de Soubise).

### Die Mauer Étienne Marcels

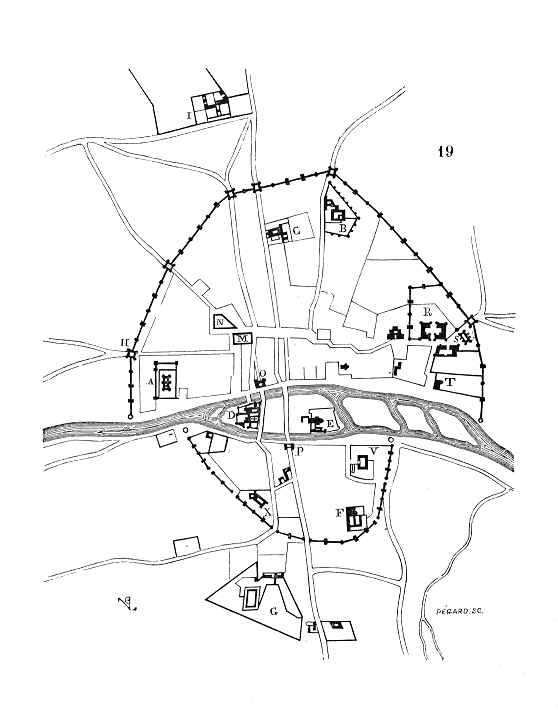
Stadtplan mit der Mauer Étienne Marcels von Viollet-le-Duc

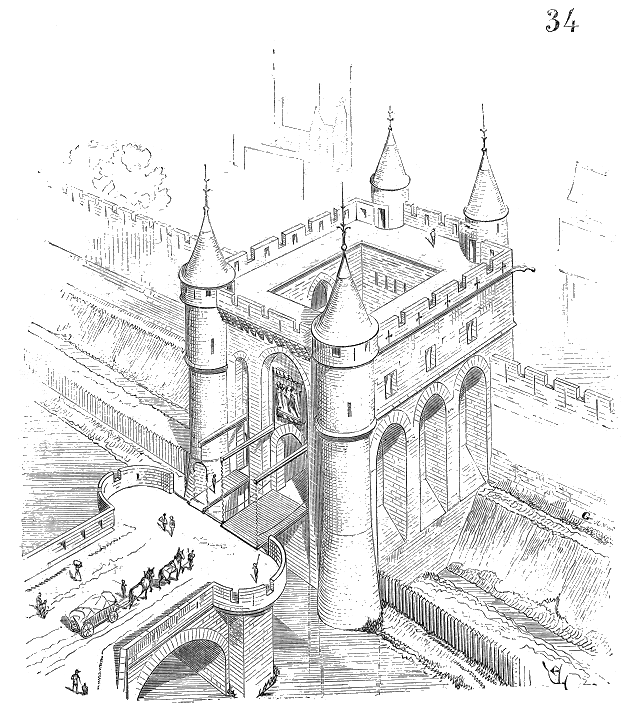
Die Porte Saint-Denis (Zeichnung von Viollet-le-Duc)

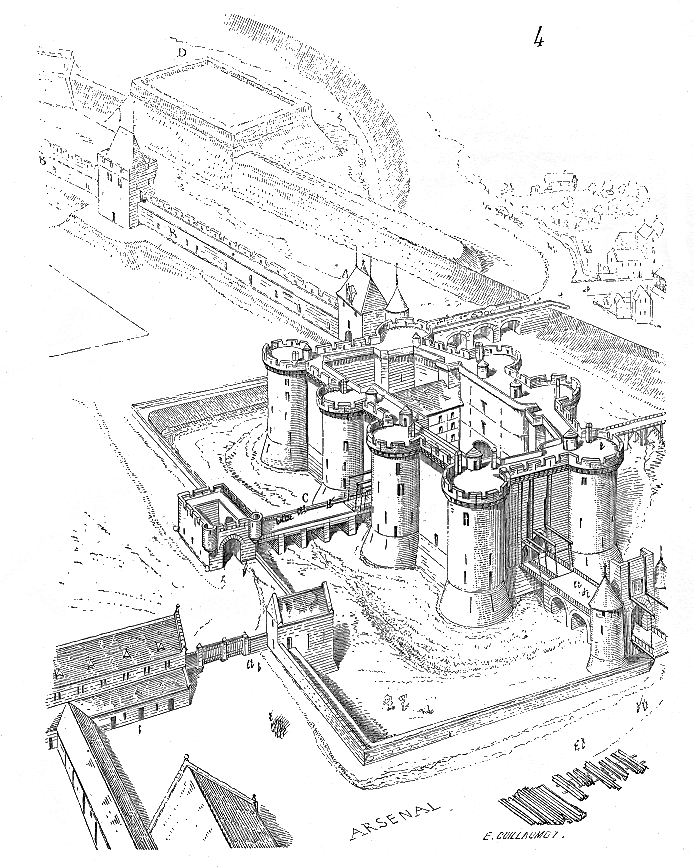
Die Bastide Saint-Antoine (Zeichnung von Viollet-le-Duc)

Paris war um 1250 die einzige Stadt in Europa, die politische, wirtschaftliche und wissenschaftliche Funktionen vereinte. Sie entwickelte sich zu einem demographischen Problem. Die Volkszählung von 1328 zählte 61.098 Feuerstellen, was einer Bevölkerung von mindestens 200.000 Menschen entspricht. Die Stadt des 14. Jahrhunderts dehnte sich bereits weit über die Mauer Philipp Augusts hinaus aus. Die landwirtschaftlichen Gebiet auf den rechtem Ufer wurden schnell bebaut, hier reihten sich die Häuser an den Straßen in die Normandie, nach Flandern und in die Champagne bis weit über die Stadttore, die Porte Saint-Honoré, Porte Saint-Denis und Porte Saint-Antoine hinaus. Ab 1356 begann der Prévôt des marchands Étienne Marcel nördlich der Seine den Bau einer größeren Stadtmauer, der um 1370 von Karl V. und seinem Prévot Hugues Aubriot wieder eingestellt wurde. Es dauerte bis in die Anfangsjahre des 15. Jahrhunderts, bis die Mauer fertiggestellt wird.
Diese Mauer wurde als Verteidigungsarchitektur den Erfordernissen des Krieges angepasst, als Angreifer mit der mechanischen Artillerie der Belagerungsmaschinen mehr erreichte als durch einen Sturmangriff. Paris wurde daher nicht von einer hohen Mauer umgeben, die von festen Türmen verstärkt wurde, sondern von einem Erdwall mit einer niedrigen Mauer, vor der ein breiter Wassergraben und zwei trockene Gräben liegen, deren alleiniger Sinn darin bestand, die Artillerie auf Distanz zu halten. Die Stadttore wurden verteidigt durch Bastiden mit Zugbrücken und Fallgatter.
Diese neuen Stadttore (die Porte Barbette fiel weg) trugen die gleichen Namen wie die alten, nur dass sie jetzt nicht mehr bis zu 750 Meter vom Fluss entfernt lagen, sondern 500 Meter weiter, allerdings immer noch an den gleichnamigen Straßen:
- Die Porte Saint-Honoré lag nun an der Rue Saint-Honoré in Höhe der heutigen Nr. 161 in unmittelbarer Nachbarschaft des damaligen Hôpital des Quinze-Vingts, etwa in Höhe der Comédie-Française
- Die Porte Montmartre an Kreuzung der Rue Montmartre mit der Rue d’Aboukir
- Die Porte Saint-Denis an der Einmündung der Rue d’Aboukir in die Rue Saint-Denis kurz vor deren Ende (der wenige Meter weiter stehende Porte Saint-Denis heißende Triumphbogen stammt aus der Zeit Ludwigs XIV.)
- Die Porte Saint-Martin an der Kreuzung der Rue Saint-Martin mit der Rue Sainte-Apolline bzw. Rue Meslay (für den wenige Meter weiter stehenden Triumphbogen namens Porte Saint-Martin gilt das gleiche)
- Die Porte du Temple an der Einmündung der Rue du Temple in die Place de la République,
- Die Porte Saint-Antoine an der Place de la Bastille.

Im Osten gab es innerhalb der Mauer eine Festung, die Bastide Sainte-Antoine, bald Bastille genannt, das Gegenstück zum Louvre im Westen. Nach dem Aufstand der Jacquerie 1358 gab der König er Auftrag, neben dem Louvre im Westen eine weitere Festung im Osten zu errichten. Feierliche Grundsteinlegung zum Bau der Bastille war am 22. April 1370. Anfangs ein Stadttor mit vier Türmen, 22 Meter hoch, 10 Meter tief in die Erde gebaut, wurde sie 1382 zur achttürmigen Festung ausgebaut, die die Rue Saint-Antoine zur Sackgasse machte; ein Wassergraben mit Verbindung zur Seine (das letzte Stück des heutigen Canal Saint-Martin) war eine weitere Sicherungsmaßnahme. Als Folge des Baus musste die Straße umgeleitet und eine Nouvelle Porte Saint-Antoine nördlich der Festung gebaut werden.
Der Louvre wiederum wurde nun mit eingefasst, und hier ist ein Stück dieser Stadtmauer erhalten geblieben: unter dem Carrousel du Louvre und unter den Tuilerien, zwischen Rue de Rivoli und Seine, wurde es ausgegraben und kann (unterirdisch) als Fosses Charles V besichtigt werden. Auch der Temple des Anfang des Jahrhunderts aufgelösten Ordens der Tempelritter befand sich nun innerhalb der Stadtmauern.
Der fast unveränderte südliche Mauerring unterschied sich zu dieser Zeit im Wesentlichen nur dadurch, dass es nun zwei weitere Stadttore gab: die Porte Sainte-Geneviève zwischen Porte Saint Jacques und Porte Saint-Marcel (die nun Porte Bordelle hieß), und die Porte Saint-Bernard an der Tournelle am Seineufer, dort wo heute der Quai de la Tournelle in den Quai Saint-Bernard übergeht.
Die Vergrößerung des nördlichen Mauerrings bei Beibehaltung des südlichen führte dazu, dass die beiden Halbkreise nun nicht mehr aneinander anschlossen: der nördliche ragte flussauf- und flussabwärts weit über den südlichen hinaus und schuf dadurch zwei Lücken, die entlang des Ufern geschlossen werden mussten: Im Westen geschah dies zwischen dem alten Tour du Coin an der Südostecke des Louvre und dem neuen Tour du Bois an der Stelle, wo die neue Mauer das Ufer erreichte (Höhe Pont du Carrousel). Auch im Osten wurde die Mauer durchgezogen: der alte Tour Barbeau gegenüber der Tournelle war weiterhin Endpunkt (1357 wurde ein Graben zwischen über die Insel genau auf der Strecke zwischen den beiden Türmen gezogen, so dass die Kette nun durchgängig war), von dort aus wurde das Ufer entlang gemauert, wobei die oben erwähnte Île de Javiaux außen vor blieb. Das Mauerstück endete am Tour de Billy am heutigen Canal Saint-Martin, bog scharf nach links ab, um am heutigen Boulevard Bourdon entlang auf die Bastille zuzulaufen.
Überhaupt lässt sich der Verlauf der neuen Mauer heute noch – trotz der radikalen Baumaßnahmen des Barons Haussmann und anders als an der wesentlich verwinkelteren Rive gauche – am Straßenverlauf erkennen, wenn auch die Straßen eher den vorgelagerten Gräben entsprechen als den Mauern selbst: Mit den Orientierungspunkten Canal Saint-Martin, Bastille, Porte Saint-Denis und Porte Saint-Martin und natürlich dem Louvre selbst, ergibt sich: Boulevard Bourdon, Boulevard Beaumarchais, Boulevard du Temple, Place de la République, Boulevard Saint-Martin, Rue d’Aboukir und dann schräg durch das Palais Royal und quer durch die Tuilerien an die Seine.
Wenn die Stadt von außen bedroht wurde – was vor allem während des Hundertjährigen Kriegs häufiger geschah – versetzte man sie in den Belagerungszustand, indem man die Tore au plâtre (in Gips) verschloss: man befürchtete, die sie im entscheidenden Moment offen stehen zu sehen, falls man sie lediglich verschloss. Besonders zur Zeit von Bedfords Herrschaft, also zwischen 1418 und 1430 wurde diese Maßnahme ergriffen, auch ohne konkreten Anlass, aber in dem Wissen, dass in der Stadt zu viele Unterstützer des französischen Königs Karl VII. lebten, als dass man es hätte riskieren können, die Tore hätte lediglich mit Schlüsseln zu verschließen, so dass manchmal nur zwei bis vier Tore offen blieben: Saint-Denis, Saint-Jacques, Saint-Antoine und Saint-Honoré. Von der zusätzlichen Einrichtung eines Systems von Aufsehern und Wachen, für dessen Organisation die Stadt in Quartiers (Viertel), Cinquantaines und Dizaines aufgeteilt wurde, haben sich in der Verwaltungsstrukturen noch Reste erhalten.
Die wichtigsten Ereignisse der Militärgeschichte der Stadt, die mit Belagerungen und den Stadttoren verbunden sind, fanden während des Hundertjährigen Kriegs im Rahmen der Besetzung durch die Engländer statt:
- 1418: Die Porte de Buci war im 14. Jahrhundert auf Antrag der Einwohner des Quartiers nach Simon II. de Bucy, Staatsrat des Königs Johann II., umbenannt worden. Im Jahr 1418 war sie der Schauplatz eines für die Pariser Bevölkerung schwerwiegenden Ereignisses während der Auseinandersetzungen zwischen den Armagnacs und Bourguignons und während der Geisterkrankheit des Königs Karl VI. In der Nacht vom 28. auf den 29. Mai 1418 stahl Perrinet Leclerc, Sohn eines Händlers am Petit Pont, dem als „Quartenier de garde“ die Sicherheit an der Porte de Buci oblag, seinem Vater die Schlüssel zum Stadttor und lieferte Paris den Truppen des Herzogs Johann Ohnefurcht aus, die daraufhin in den folgenden drei Tagen mehr als tausend Menschen ermordeten. Tanneguy du Chastel, der königliche Vogt der Stadt, hatte gerade noch die Zeit, den Dauphin, den späteren König Karl VII., eingerollt in eine Decke, in Sicherheit zu bringen, dem der Zutritt zur Stadt für die nächsten 19 Jahre verwehrt blieb.
- 1429: Die (neue) Porte Saint-Honoré war am 8. September 1429 der Ort, an dem Jeanne d’Arc nach der Krönung Karls VII. in Reims erfolglos versuchte, die Stadt zur Kapitulation zu zwingen, wobei sie durch einen Pfeilschuss eines Pariser verletzt wurde.
- 1436: Die Porte Saint-Jacques bestand aus zwei Türmen mit einer Passage unter einer Spitzbogen-Arkade. Sie war das am stärksten frequentierte Stadttor des südlichen Mauerrings. Im Sommer 1417 wurde sie angesichts der Bedrohung durch die Bourguignons mit einer Zugbrücke versehen. Durch dieses Tor drangen die Truppen L'Isle-Adams im Morgengrauen des 13. April 1436 in die Stadt ein, um die englische Besatzung zu beenden.

## Mittelalterliche Profanbauten
Der Wohnort des Adels war besonders wichtig im Paris der Zeit (13.–14. Jahrhundert), in der sich ihre Funktion als Hauptstadt und als Residenz kumulierten. Diese Prinzenresidenzen, die Häuser der Barone und der Prälaten änderten ihre Natur im 14. Jahrhundert. Karl V. modernisierte den Louvre, ließ zwei Flügel anbauen, die offener als der alte Donjon sind und lässt durch Raymond du Temple eine Treppe in einem Türmchen errichten, die schnell berühmt wurde, bevorzugte es aber selbst, im Hôtel Saint-Paul zu residieren. Die Aristokratie imitierte ihn, und Paris sieht den Hof, der zur Zeit Philipps des Schönen noch um den Louvre gruppiert war, sich im gesamten städtischen Raum ausbreiten.
Erhalten geblieben ist davon wenig. Völlig zerstört sind die Residenzen der Könige oder Prinzen, darunter vor allem:
- das Hôtel Saint-Paul, in das Karl V. sich vor den Übergriffen der Pariser zurückzog
- das Hôtel des Tournelles, in dem Isabeau (1370–1435), John of Lancaster (1389–1435), Karl VII. (1403–1461) und Ludwig XI. (1423–1483) wohnten,
- das Hôtel de Nesle am Tour de Nesle, dessen Gärten denen des Hôtel Saint-Paul nicht nachstanden und in dem der Herzog Johann von Berry – der sechs Hôtels in Paris besaß – in den 1400er Jahren einen großen Teil seiner Sammlungen aufbewahrte.
- das Hôtel de Bourbon und das Hôtel d’Alençon, die benachbart zwischen der Pfarrkirche Saint-Germain-l’Auxerrois und dem alten Louvre standen
- das Hôtel du Roi de Sicile am östlichen Ende der Rue du Roi de Sicile (gemeint sind die Mitglieder des Hauses Anjou)
- das Hôtel de Flandre, das in dem Viertel südöstlich der Place des Victoires stand
- das Hôtel Barbette am Tour Barbette
- das Hôtel de Bohème des böhmischen Königs (hier steht heute die Bourse du Commerce et de l’Industrie westlich des Jardin du Forum des Halles)

Reste gibt es noch vom
- Hôtel de Bourgogne (ein Turm in der Rue Étienne-Marcel) und vom
- Hôtel de Clisson in der Rue des Archives bestehend aus einem Tor zwischen zwei Türmchen, das nun als Nebeneingang zum Hôtel de Soubise dient.

Nur zwei Hôtels sind erhalten geblieben:
- das Hôtel des Erzbischofs von Sens (Hôtel de Sens in der Rue du Figuier im 4. Arrondissement), ab 1475 erbaut durch den Erzbischof Tristan de Salazar nach dem Vorbild einer mittelalterlichen Festung, mit einem Innenhof und Türmchen wie Pfefferstreuer, und
- das Hôtel der Äbte von Cluny (das frühere Musée de Cluny und heutige Musée national du Moyen Âge im 5. Arrondissement), gebaut am Ende des 15. Jahrhunderts von den Äbten Jean de Bourbon und Jacques d’Amboise in einem neuen Stil, zwischen Hof und Garten, mit monumentaler Treppe in einem Außenturm.

Von den bürgerlichen Bauten dieser Zeit existieren vor allem in der Rue François-Miron 11 und 13 im 4. Arrondissement Beispiele aus dem 14. Jahrhundert. Die Auberge Nicolas Flamel in der Rue de Montmorency 51 (3. Arrondissement) stammt aus dem Jahr 1407. Das älteste Haus der Stadt stammt aus dem 13. Jahrhundert und steht in der Rue Volta 3 (ebenfalls 3. Arrondissement).

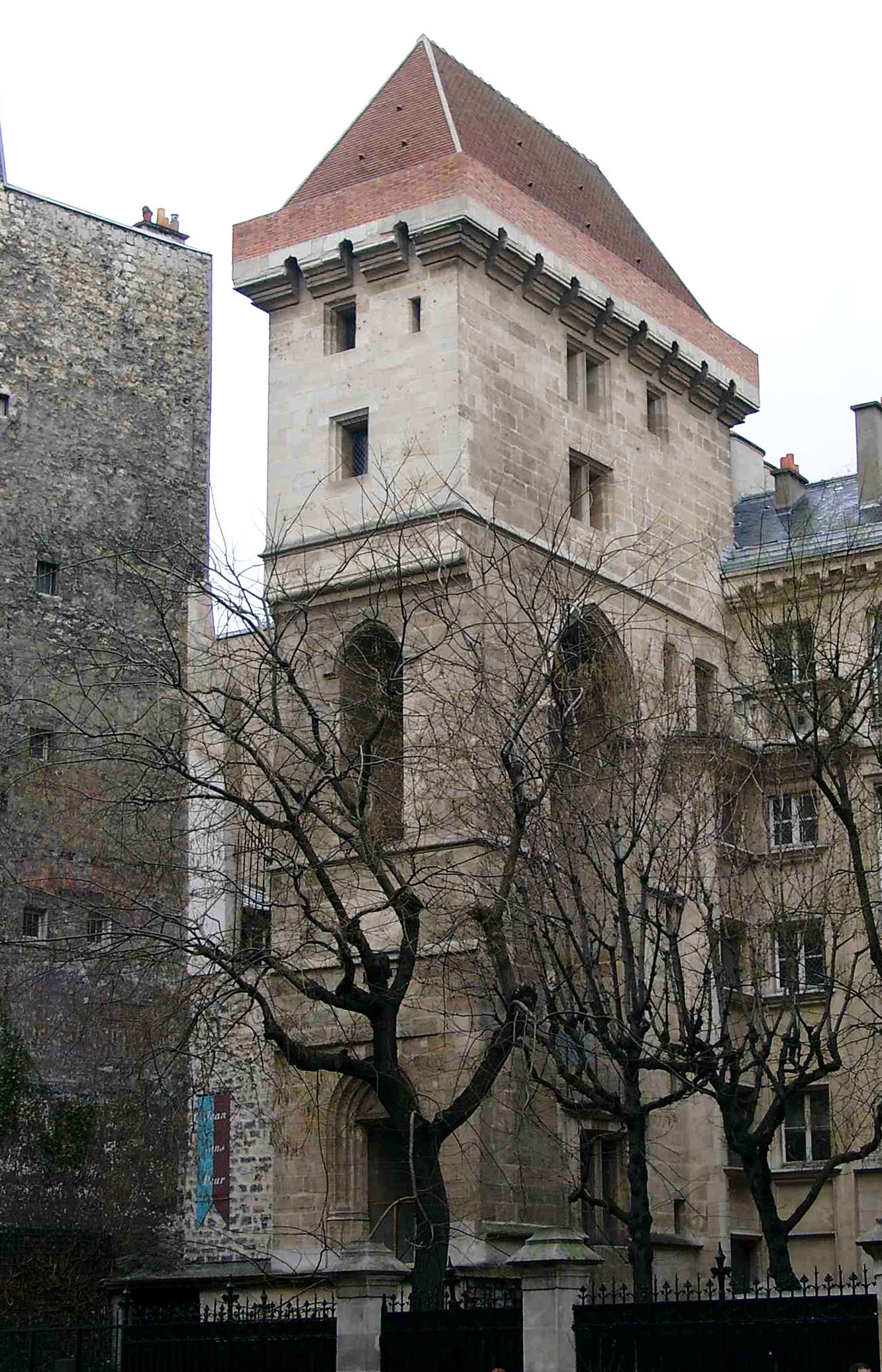
Hôtel de Bourgogne
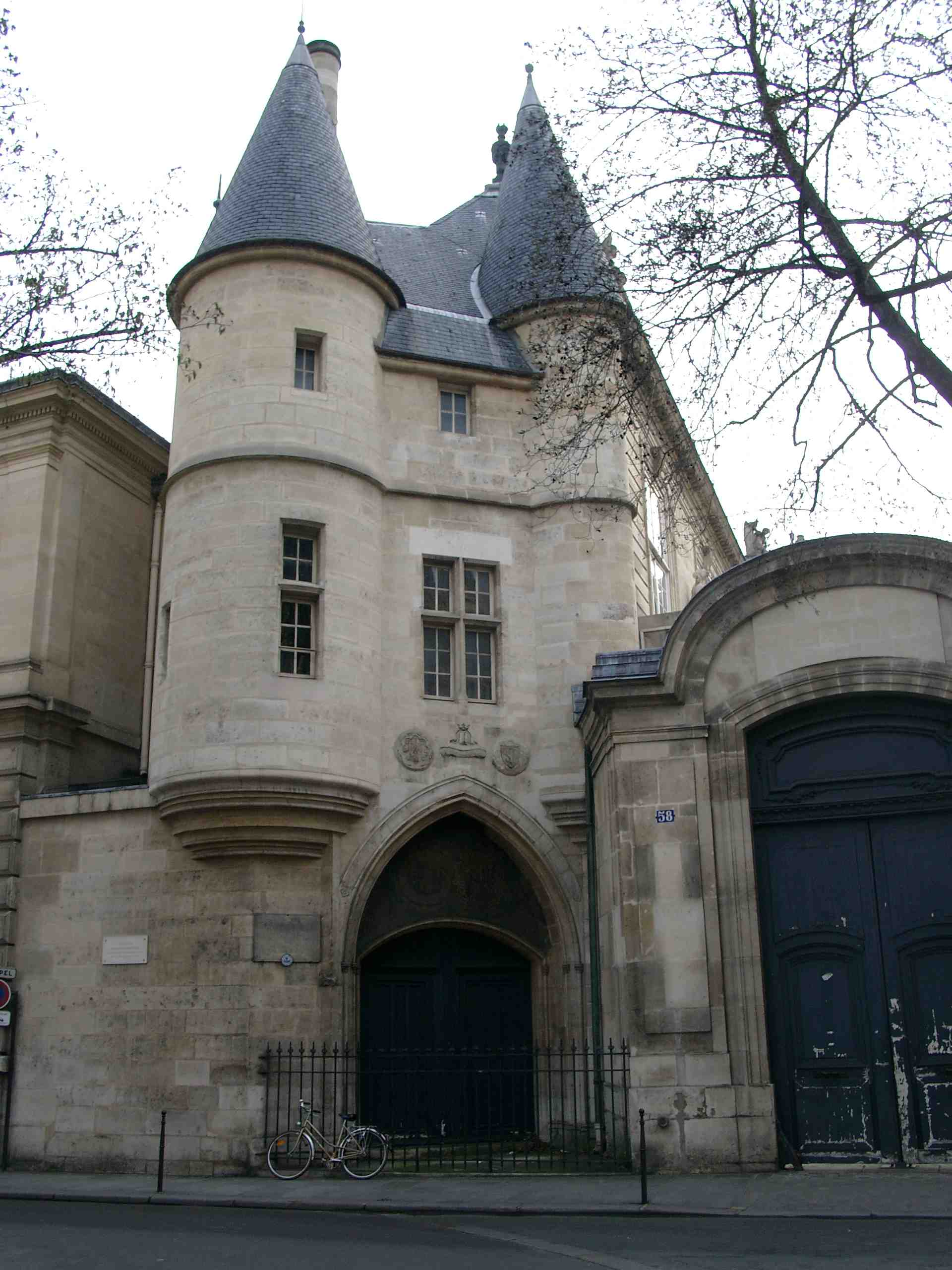
Hôtel de Clisson
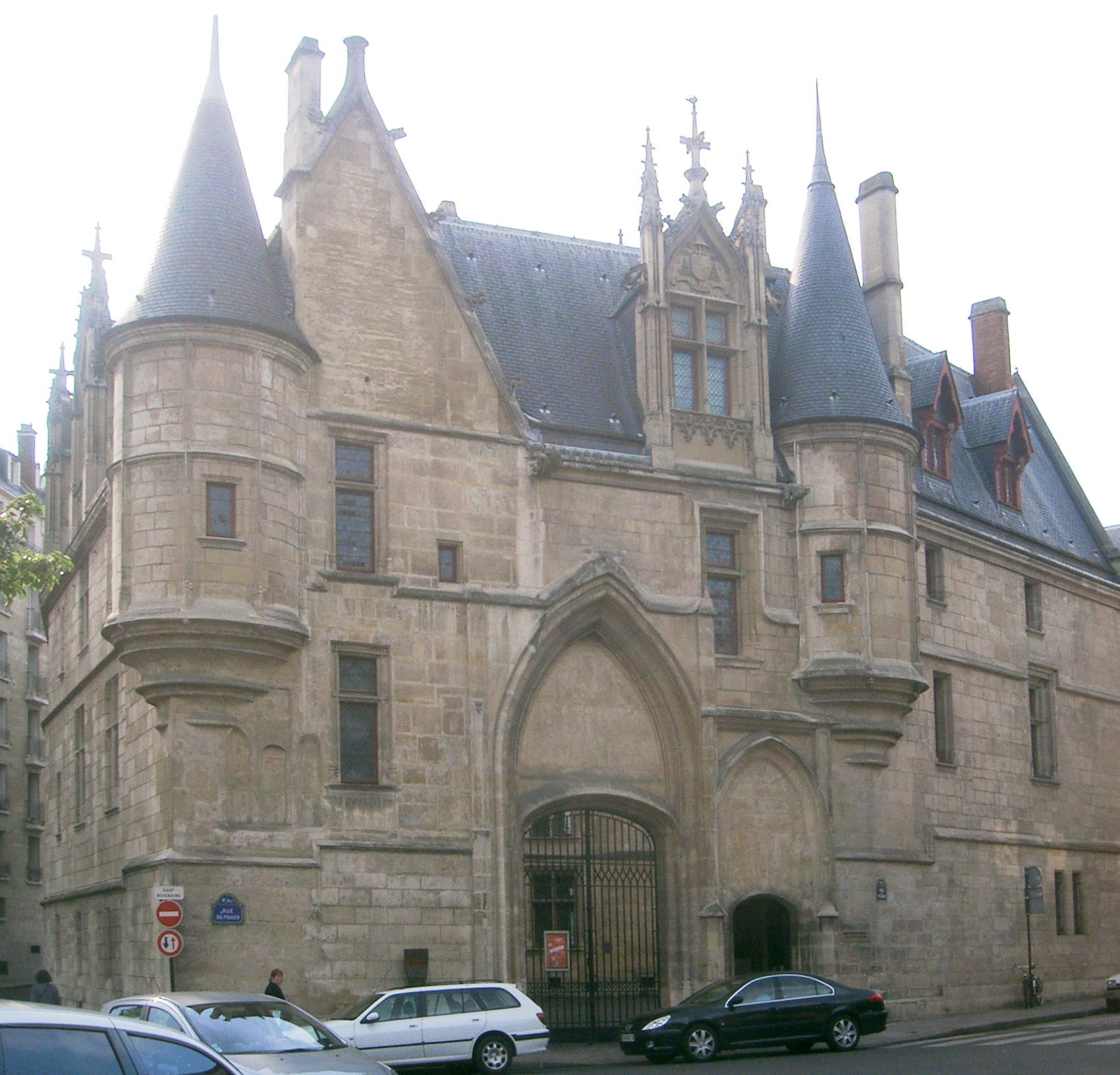
Hôtel de Sens
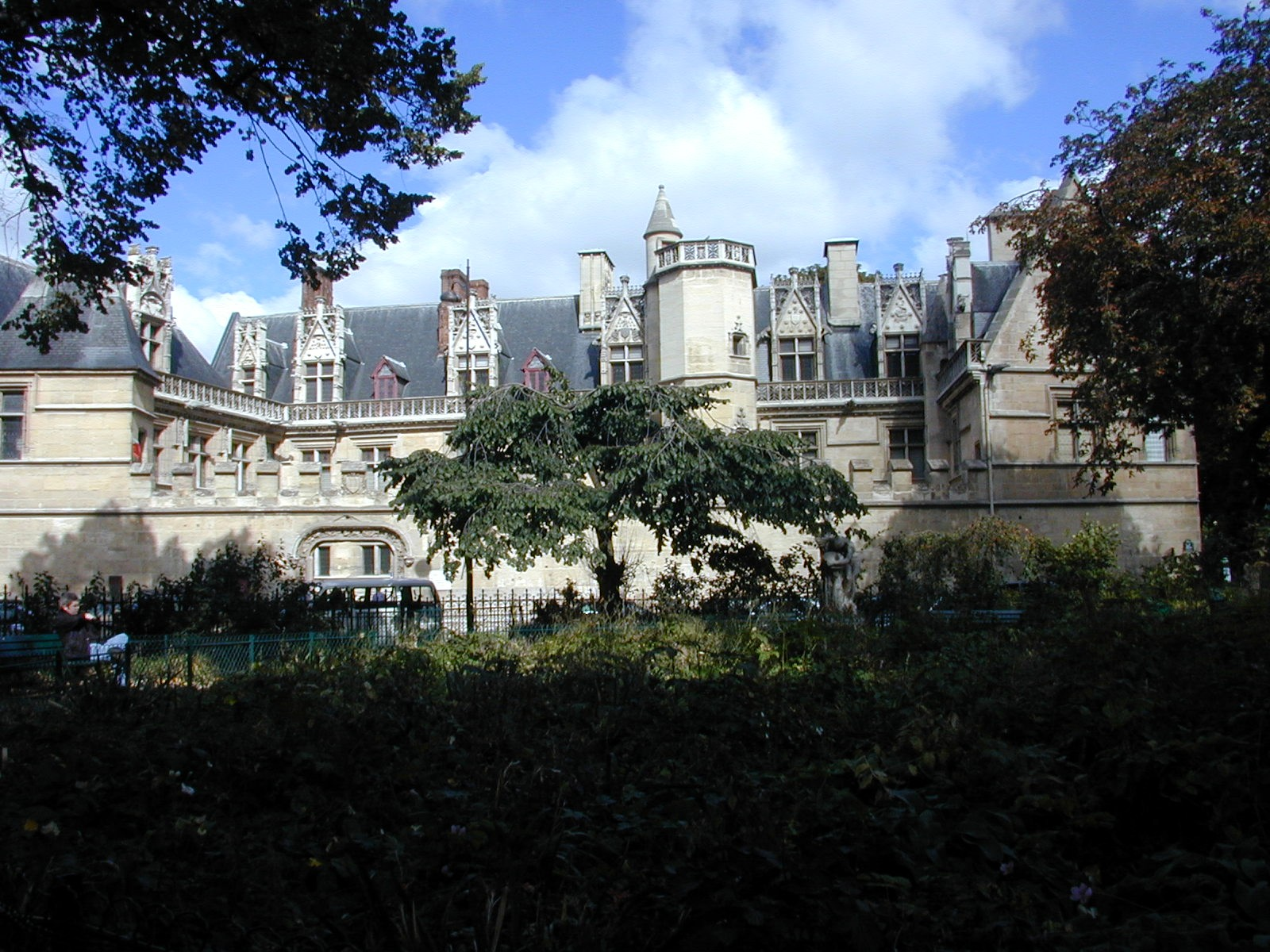
Hôtel de Cluny
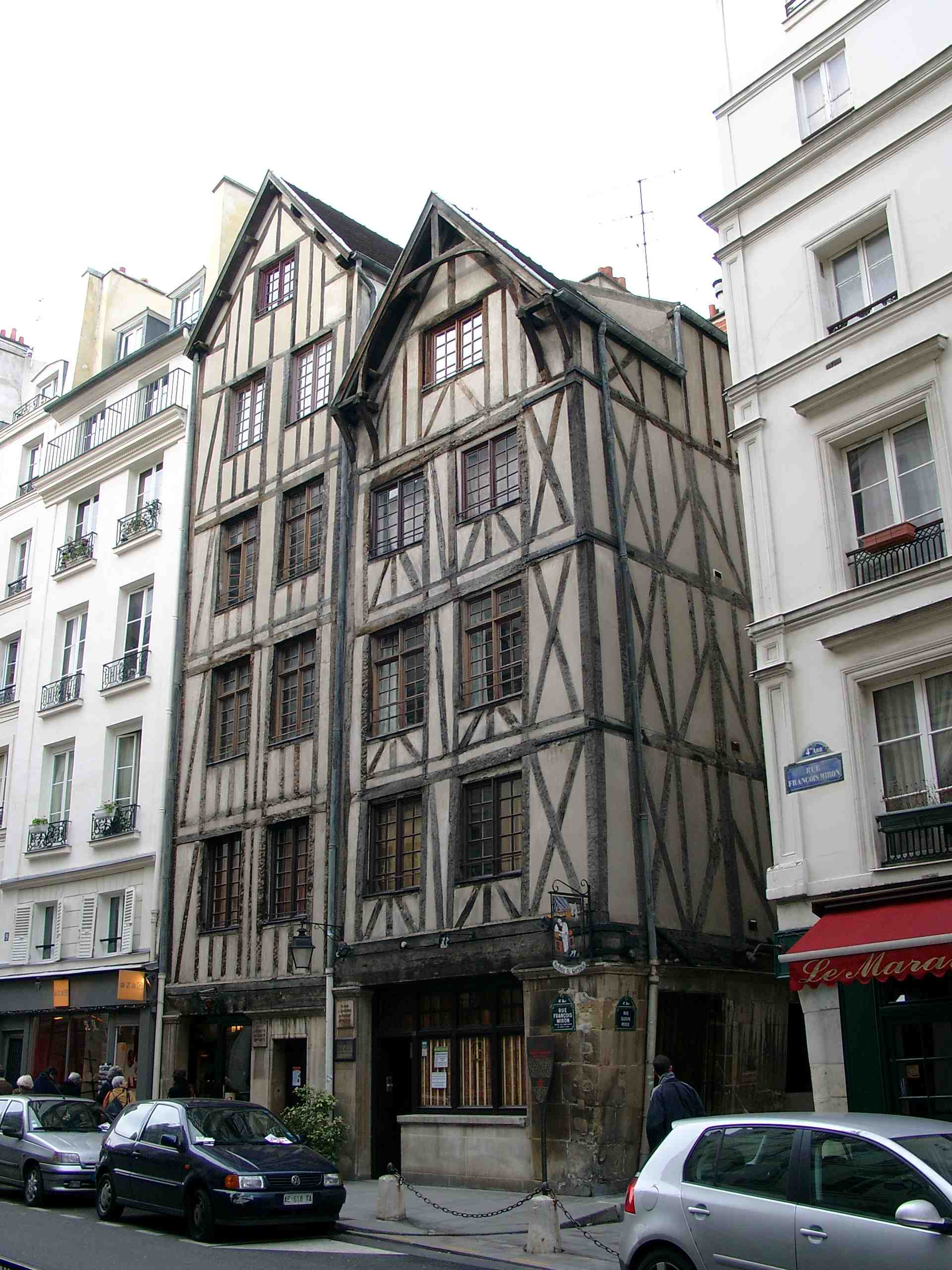
Rue François Miron 11 und 13
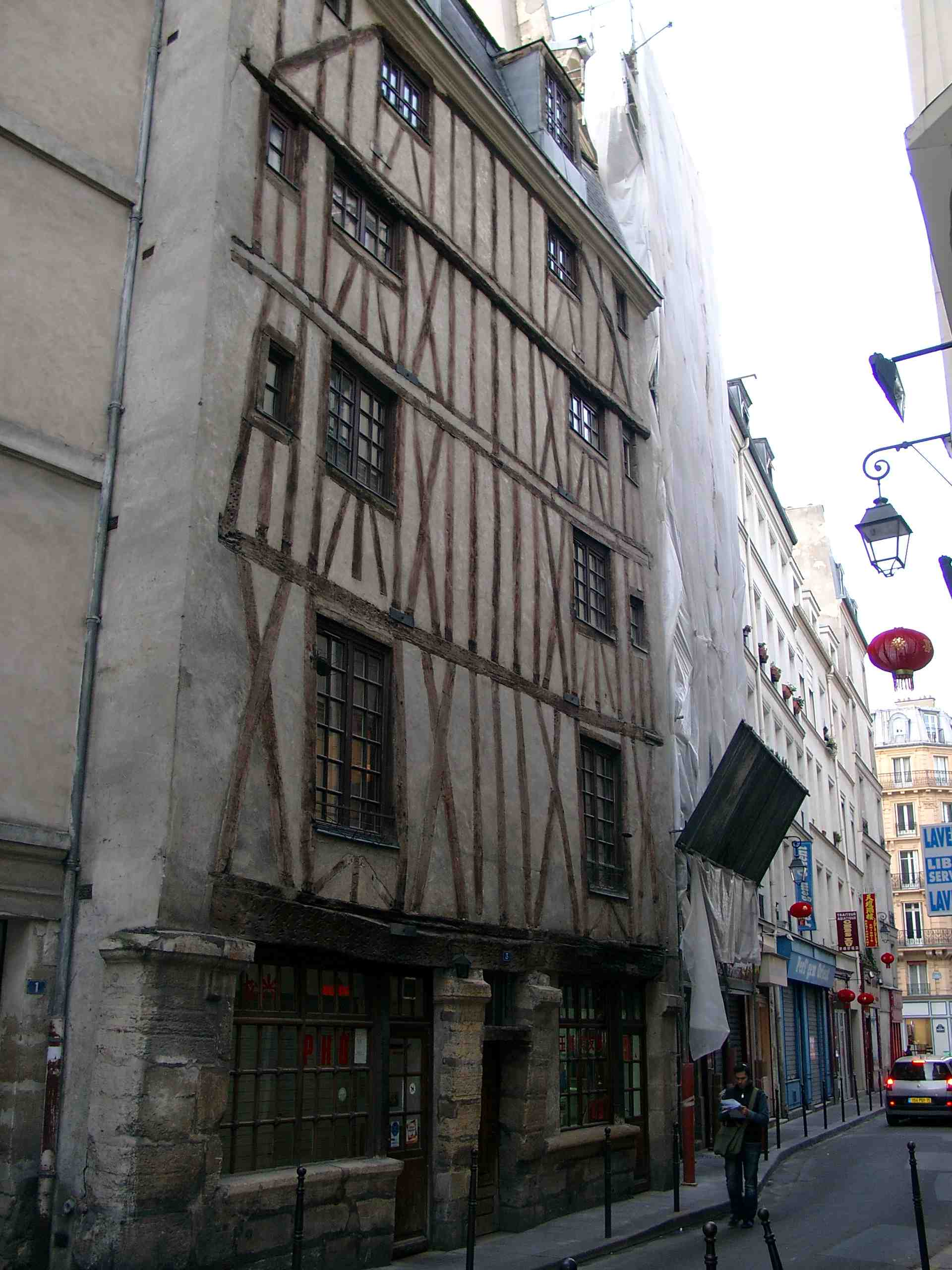
Rue Volta 3
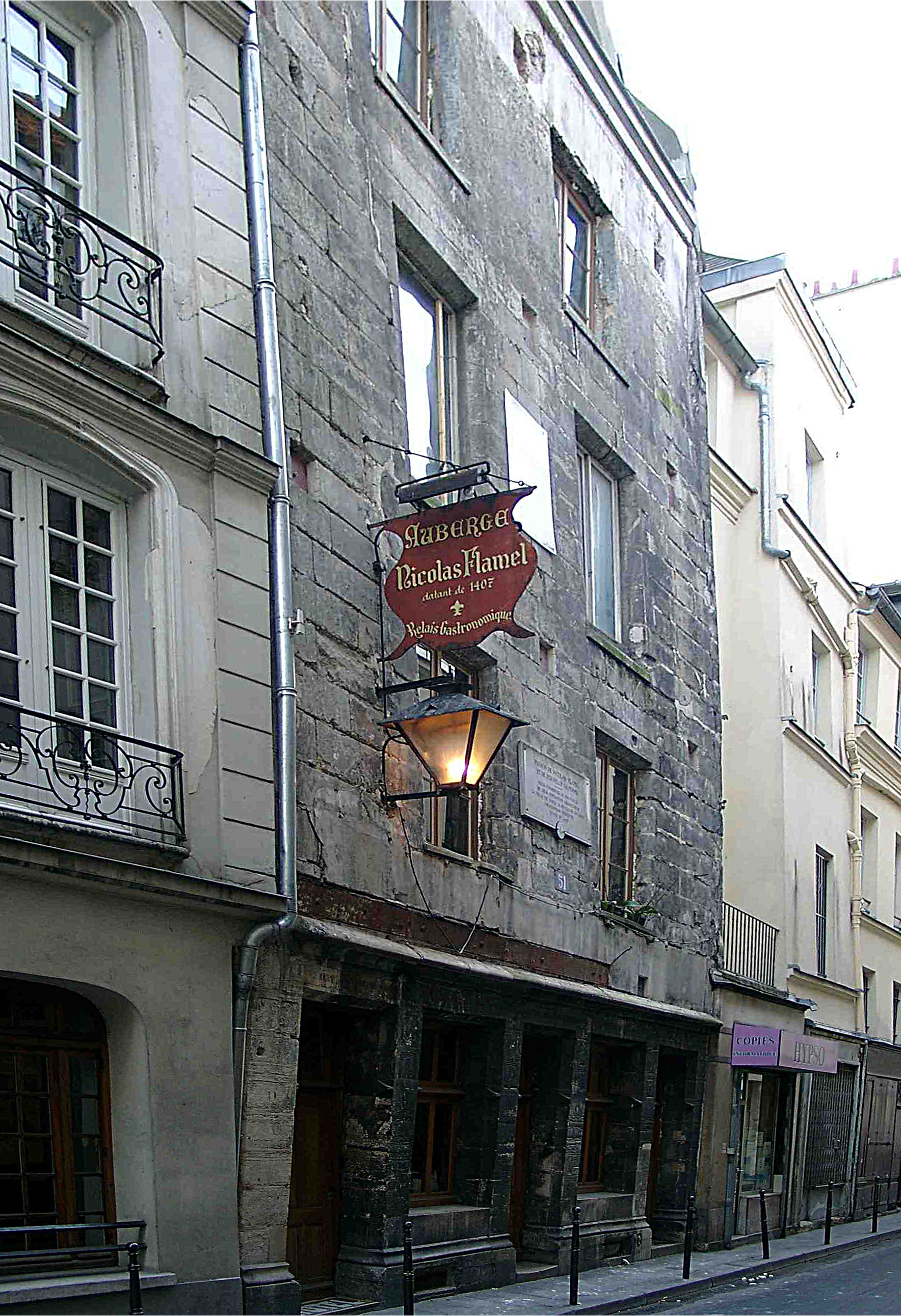
Auberge Nicolas Flamel, Rue de Montmorency 51

## Kirchen und Klöster
Paris ist im 15. Jahrhundert eine von Kirchtürmen geprägte Stadt, die von den Türmen der Notre-Dame dominiert wird. Die Kathedrale wurde anstelle einer einfacheren fünfschiffigen Kirche gebaut, die bereits 36 Meter lang war, aus dem 4. Jahrhundert stammte und die in den Jahren 1120–1148 zuletzt renoviert worden war.
Es war der Bischof Maurice de Sully, der den Unterhalt einer alten Kathedrale trotz ihres guten Zustands als unvereinbar mit der Rang als Kathedrale der Hauptstadt ansah. Und da gleichzeitig mit der Basilika Saint-Denis in Saint-Denis bereits der neue Stil der Gotik präsent war, fiel es ihm leicht, sich für einen Neubau zu entscheiden.
Die neue Kathedrale sollte ein wenig weiter östlich gebaut werden, wo noch Freifläche vorhanden war, auch um das gesamte Bauwerk etwas größer anzulegen; dafür sollte vor der Fassade ein Vorplatz bleiben, der den Bedürfnissen einer Hauptstadt gerecht wurde – dies ist der Grund dafür, warum heute die Krypta der alten Kathedrale außerhalb der neuen Kathedrale unter dem Parvis Notre-Dame zugänglich ist.
Die Grundsteinlegung wurde 1163 von Papst Alexander III. (um 1105–1181) vorgenommen. Der Chor wurde 1177 fertiggestellt und 1182 geweiht. Das Langschiff wurde 1196 fertig. Die Türme und die Westfassade stammen aus der ersten Hälfte des 13. Jahrhunderts, wobei das Westportal aus dem Jahr 1210 zu stammen scheint und die Königsgalerie 1220 fertiggestellt wurde. Unter Ludwig dem Heiligen verlängert man das Querschiff, dessen Fassaden mit großen Rosetten ab 1258 von Jean de Chelles errichtet wurden und später dann von Pierre de Montreuil fertiggestellt wurden. Die Kapellen in der Apsis schließlich stammen aus den Jahren 1296 bis 1320.
Die Sainte-Chapelle ist in erster Linie die Kapelle des königlichen Palais. Aber sie ist auch der Reliquienschrein Ludwigs des Heiligen für die Dornenkrone. In kurzer Zeit ohne finanzielle Probleme erbaut (1243–1248), ist sie eines der homogensten Bauwerke der klassischen Gotik. Zwei Kirchen befinden sich übereinander, die untere besteht aus einem großen Schiff mit zwei engen Seitenschiffen, die obere aus einem einzigen Saal (20,5 Meter lang). Das obere Gewölbe ist leicht genug, dass die Strebepfeiler das Gewicht ohne Strebebogen aufnehmen können. Die Aussparung wurde bis an seine äußerste Grenze geführt, die Mauer der oberen Kapelle fast vollständig durch Fenster ersetzt, deren Scheiben eines der bemerkenswertesten Ensembles in dieser Kunst darstellen. Das Dekor wird komplettiert durch 12 Apostelstatuen, die sich heute im Musée national du Moyen Âge (Hôtel de Cluny) befinden.
In Paris zählt man drei wichtige alte Abteien, von denen sich nur eine, die Abtei Sainte-Geneviève innerhalb der Stadtmauer von Philippe Auguste befindet; die beiden anderen (Saint-Germain-des-Prés und Saint-Victor) liegen erst in moderner Zeit innerhalb der Stadt. Zwei weitere große Abteien liegen auch heute noch außerhalb der Stadt, die Abtei Saint-Maur und vor allem die Abtei Saint-Denis, die Nekropole des Königshauses.
Sainte-Geneviève (anfangs Saints-Apôtres-Pierre-et-Paul oder Kloster der Heiligen Apostel) liegt auf einer Anhöhe, die das linke Ufer dominiert. Es wurde 511 von König Chlodwig I. gegründet, der Sainte-Geneviève als sein Grabmal ausersehen hatte – die erste königliche Nekropole in Paris. Da die Stadtheilige Genoveva von Paris († um 502) hier ebenfalls bestattet war, wurde die Anlage im 9. Jahrhundert nach ihr benannt. Von den Normannen zerstört, wurde es von weltlichen Kanonikern wieder aufgebaut. Nach dem Neubau der Klosterkirche Ende des 11. Jahrhunderts geriet das Kloster durch einen Zwischenfall in eine Krise, der in Anwesenheit des Papstes Eugen III. († 1153) geschah.
Abt Suger von Saint-Denis (1081–1151) und das Konzil zu Reims von 1147 siedelten hier Augustiner an, die zu diesem Zweck aus Saint-Victor geholt wurden. Die Abtei – jetzt Sainte-Geneviève genannt – hatte große Güter, die sich vor allem im Süden und Osten der Region erstreckten. Es war der Schutz des Abtes von Sainte-Geneviève, dessen Besitz und Rechtsprechung ein Drittel des linken Ufers abdeckten, so wie das intellektuelle Ansehen, das die Abtei nach den Reformen Sugers erwarb und das am Ende des 12. Jahrhunderts die Anstellung einiger bekannter Lehrer erlaubte und schließlich den Lehrern und Studenten gestattete, sich um 1200 am Hang der Montagne Sainte-Geneviève zu einer Universität zusammenzufinden, die weniger vom Bischof abhängig war als die alte Domschule von Notre-Dame. Von den mittelalterlichen Bauwerke auf dem heutigen Gelände des Lycée Henri IV existieren noch das Refektorium (heute die Kapelle des Lycée) aus der Mitte des 12. Jahrhunderts und ein Turm, der Tour Clovis.
Saint-Germain-des-Prés (anfangs Sainte-Croix) wurde am linken Ufer im Westen der Stadt um 543 von Bischof Germanus von Paris für Mönche aus Saint-Symphorien in Autun gegründet. König Childebert I. über die nach der Belagerung Saragossas 524 mitgebrachten Reliquien des heiligen Vinzenz von Valencia († um 304) der Abtei und wählte sie als seine Grablege aus, wodurch die Anlage zur zweiten königlichen Nekropole wurde. Am 23. Dezember 558, Childeberts Todestag, widmete Bischof Germanus von Paris sie dem heiligen Vinzenz, so dass sie nun Sainte-Croix-et-Saint-Vincent hieß. Später wurde die Abtei dann nach ihm, der hier 576 beerdigt wurde, in Saint-Germain umbenannt, wegen ihres Goldschmucks aber auch Saint-Germain-le-Doré tituliert.
Das Kloster wechselte in den Benediktinerorden, wurde mehrfach von den Normannen zerstört, aber immer wieder – einfacher und als Saint-Germain-des-Prés – aufgebaut. Die Güter der Abtei waren zahlreich in der Pariser Region. Sie wurden in einem Verzeichnis aufgeführt, das unter dem Namen des Abtes bekannt ist, der seine Niederschrift in Auftrag gab: Polyptyque d’Irminon (806–829). Sogar in der Stadt erstreckte sich der Besitz von Saint-Germain-des-Prés auf einem Dreieck am westlichen linken Ufer. Die Klosterkirche datiert aus dem 9. Jahrhundert (romanisches Kirchenschiff) und 12. Jahrhundert (gotischer Chor). Papst Alexander III. weihte den Altar 1163, und der neue Chor stammt mit Sicherheit aus dieser Zeit. Noch durch karolingische Traditionen geprägt (Apsis von Türmen flankiert, um 1005) bietet das romanische Kirchenschiff Kapitelle mit Verzierungen (heute im Musée national du Moyen Âge (Hôtel de Cluny)), deren monumentaler Stil charakteristisch für das 11. Jahrhundert ist. Die heute zerstörte Marienkapelle wurde von Pierre de Montreuil gebaut, dem Architekten der Seitenfassade von Notre-Dame.
Saint-Victor wurde 1113 im Südosten von Paris auf dem linken Ufer der Bièvre, einem linken Nebenfluss der Seine, von König Ludwig VI. und Wilhelm von Champeaux gegründet. Letzterer hatte gerade seine Funktion als Scholastiker in Notre-Dame aufgegeben und suchte im hier bereits etablierten Oratorium ein wenig Einsamkeit und intellektuelle Freiheit. Der Nachzug seiner Schüler brachte ihn dazu, seine Lehrtätigkeit wieder aufzunehmen, und das einzurichten, was zu einer Augustinerabtei werden sollte, die schnell die Leitabtei eines Ordens mit 30 Abteien und 40 Prioreien wurde, deren Ordensregel vom ersten Abt, Geudoin, stammt.
Neben diesen drei großen Abteien, sind noch weitere Klöster zu erwähnen:
Saint Germain l’Auxerrois oder Saint-Germain-le-Rond, gegründet im 6. Jahrhundert durch Childebert I., von den Normannen zerstört und als Benediktinerabtei durch Ludwig den Frommen (778–840) wieder aufgebaut. Die Abtei wurde 1165 in ein Stift umgewandelt und wurde später Pfarrei.
Saint-Eloi, gegründet 633 durch den heiligen Eligius, Berater des Königs Dagobert I. (608/610–638/639), wurde 1107 in eine Benediktinerpriorei umgewandelt, die zur Abtei Saint-Maur gehörte.
Saint-Julien-le-Pauvre, im 6. Jahrhundert als ein Saint-Julien-l’Hospitalier gewidmetes Hospiz mit Kapelle gegründet; durch Normannen zerstört, um 1120 in eine der Abtei Cluny unterstehende Priorei umgewandelt. Der Chor und die Apsis stammen aus dem Jahr 1175, das Mittelschiff aus dem 13. Jahrhundert. Die Kirche liegt gegenüber von Notre-Dame an der Rive gauche im 5. Arrondissement und gilt als älteste Kirche der Stadt.
Saint-Merry (6. Jahrhundert) wurde im 11. Jahrhundert Stift als Tochter des Domkapitels von Notre-Dame. Die Kirche liegt im 4. Arrondissement in der Rue Saint-Martin.
Saint-Magloire, Benediktinerabtei (um 975) wurde 1093 zu einer Priorei von Marmoutier umgewandelt.
Notre-Dame-des-Champs, Benediktinerpriorei von Marmoutier (1148), im 6. Arrondissement südwestlich des Jardin du Luxembourg.
Saint-Séverin, vor dem 11. Jahrhundert gegründet, wurde im 12. Jahrhundert in eine Pfarre umgewandelt. Mit seinem Sternengewölbe und seinen Spiralsäulen (Chorumgang) ist die Kirche eine der Pariser Ausprägungen der Barock in den letzten Jahren der Gotik. Die Kirche heißt heute Saint-Séverin-et-Saint-Nicolas, sie liegt im Quartier Latin in der Rue Saint-Séverin, an der Rue de la Harpe zwischen Boulevard Saint-Michel und Rue Saint-Jacques.
La Saussaie, Benediktinerabtei (1161)
Die Kartause von Vauvert wurde 1257 durch Ludwig den Heiligen außerhalb der Mauern der Stadt, im heutigen Jardin du Luxembourg in einem vom König geschenkten Gebäude gegründet; von der Kartause ist nichts mehr erhalten. Die Legende einer Teufelserscheinung führte zur Redewendung „au diable Vauvert“ und „le diable Vert“.
Les Blanc-Manteaux, Konvent der Wilhelmiten, gegründet 1297, um die Augustiner zu ersetzen, deren Orden aufgelöst worden war. Der Name die weißen Mäntel stammt von ihrer Kleidung.
Die Tempelritter hatten ihr Haus in Paris, den Temple, ab etwa 1130 bei Saint-Jean-en-Grève. Papst Eugen III. saß hier 1147 einem Ordenskapitel vor. Der englische König Heinrich III. (1207–1272) hielt hier 1254 Hof. Ein Nouveau Temple hinter Saint-Gervais ersetzte den Vieux Temple, dessen Donjon als Tour du Pet-au-Diable bekannt ist. Die endgültige Commanderie wurde ab dem 12. Jahrhundert im Norden der Stadt, in der Nähe der heutigen Place de la République, gebaut. Sie bestand aus einem rechteckigen Donjon von 15 Meter Seitenlänge, der Ende des 13. Jahrhunderts in einen Turm mit vier Geschütztürmen umgebaut wurde (1808 abgerissen), sowie einer Rundkirche, die im 13. Jahrhundert um ein Kirchenschiff erweitert wurde. Das Ganze wurde von einem Klosterumfeld eingerahmt, das wiederum von einer Mauer umgeben war – Platz für 4.000 Menschen. Der Tempel wurde eines der wichtigsten Bankhäuser Frankreichs, insbesondere Bankier des Königs – der Bruder Trésorier war der Schatzmeister des Königs. Der Staatsschatz blieb bis 1295 hier, wurde dann von Philipp den Schönen in den Louvre überführt, aber 1303 wieder in den Tempel gebracht. Der Tempel von Paris bekam eine neue Bedeutung, als der Orden nach dem Fall Akkons 1291 jede Niederlassung im Orient verloren hatte. Er war die gewöhnliche Residenz des Großmeisters. Nach der Verhaftung der Ordensführung und der Konfiszierung ihres Besitzes 1307 sowie der Auflösung des Ordens 1312 wurde der Besitz der Templer, darunter auch der Tempel selbst, den Hospitalitern übergeben. Der Tempel von Paris wurde die Residenz des Großpriors von Frankreich.
Das Auftreten der Bettelorden veränderte das religiöse Leben der Hauptstadt im 13. Jahrhundert völlig. Die wichtigsten ließen sich auf dem linken Ufer, der Université, nieder, was nichts anderes bedeutet, als dass die Orden versuchten, in die universitäre Welt einzudringen.
- Die Dominikaner hatten ihren Hauptkonvent oben an der Rue Saint-Jacques, nahe, aber innerhalb der Stadtmauer. Er trug bald den üblichen Namen der Jakobiner (siehe Jakobinerkloster Paris).
- Die Franziskaner saßen anfangs (1217) in Saint-Denis, dann in Vauvert und ab 1230 in der Stadt, nahe der Porte Saint-Germain, und ihr Konvent trug seinen Namen nach der Kordel, mit der die minderen Brüder ihre Kutte gürten: die Cordeliers und der Couvent des Cordeliers. Es existieren noch ein Refektorium größeren Ausmaßes aus der zweiten Hälfte des 14. Jahrhunderts (Rue de l’École de Médécine). Die beiden Konvente nahmen schnell die Funktion von Schulen an, wobei angestellte Lehrer die Brüder von der Lehre befreiten.
- Die Karmeliter erreichten Frankreich am Vorabend der Kreuzzüge Ludwigs IX. Sie hatten ihren Konvent seit 1318 am rechten Ufer der Seine, oberhalb des Port en Grève, und wurden bald wegen der gestreiften Stoffe ihre Kleidung Barrés genannt.
- Die Cölestiner besaßen ein Gelände, das ihnen 1352 Garnier Marcel geschenkt hatte, und wo sie anfangs die Kapläne der Bruderschaft der Notare und Sekretäre des Königs im nahe gelegenen Hôtel Saint-Paul waren. Die Gunst Johanns des Guten und vor allem Karls V. verschaffte ihnen die Mittel, ab 1367 eine große Kirche zu bauen, l'Annonciation oder les Célestins genannt, eines der volkstümlichsten Heiligtümer in Paris. Die Prinzen der Nebenlinie Orléans des Hauses Valois (Haus Valois-Orléans) machten aus ihr ihre Nekropole, nach der Abtei Saint-Denis die zweitgrößte der Kapetinger. Heute gibt es vom Konvent der Cölestiner keine Reste mehr.
- Die Einsiedler des heiligen Augustinus, provisorisch um 1260 in der Rue Montmartre und im Chardonnet untergebracht, richteten um 1293 ihren Konvent direkt am linken Seineufer ein, gegenüber der Westspitze der Cité; in modernerer Zeit spricht man von den Grands Augustins (die Straße hier ist heute der Quai des Grands Augustins), um sie von den reformierten Petits Augustins zu unterscheiden.
- Schließlich die Klarissen, die im Couvent de l'Ave Maria leben, gegründet 1480 durch Ludwig XI. an der Stelle eines Beginenhauses, das von Ludwig dem Heiligen nicht weit von den Barrés gegründet wurde.

Viele der erwähnten Schulen waren in Wirklichkeit Konvente oder Prioreien, deren Mönche von ihrem Orden oder ihrem Kloster als Lehrer oder Studenten an die Universität von Paris geschickt wurden: das Collège Saint-Bernard oder Collège de Cîteaux, genannt Collège des Bernardins (1244), das Collège Sainte-Anne oder Collège de Prémontré (1252), das Collège de Cluny (1261), das Collège de Saint-Denis (1265), die Priorei Sainte-Catherine-du-Val-des-Écoliers des Augustiner-Ordens Écoliers du Christ (1229).
Darüber hinaus gibt es mildtätige Häuser, Hospize und Hospitäler:
- das Hôtel-Dieu, das seit 829 bezeugt ist, vielleicht aber auch zwei Jahrhunderte älter ist – seine Gründung wird dem Bischof Landry zugeschrieben; es war das einzige Gebäude der Stadt, das sich über zwei Seiten des Flusses erstreckte: es befand sich sowohl im Quartier latin als auch auf der Île de la Cité, direkt westlich von Notre-Dame, und wurde 1865 von Baron Haussmann im Zuge seiner Umgestaltung der Stadt als Hôpital Hôtel-Dieu auf die andere Seite des Parvis Notre-Dame verlegt. Geblieben ist von dem riesigen Komplex lediglich die Verbindungsbrücke über die Seine, der Pont au Double.
- Saint-Jacques-du-Haut-Pas (12. Jahrhundert),
- die Quinze-Vingts, 15 mal 20, von Ludwig dem Heiligen um 1269 gegründet, außerhalb der Porte Saint-Honoré, für 15 mal 20 gleich 300 Blinde
- die Filles-Dieu, vor 1270
- die Haudriettes, gegründet um 1306 von Étienne Haudry,
- das Panetier (der für das Brot an der herrschaftlichen Tafel zuständige Hofbeamte) Philipps des Guten, im Osten der Place de Grève,
- das Merci, 1348 von Arnoul Braque gegründet.

In einigem Abstand von der Stadt sind dann noch die Abteien oder Prioreien
- Saint-Pierre de Montmartre, Montmartre (Cluniazenser Ende des 10. Jahrhunderts, Benediktiner 1134, auf den Ruinen des heidnischen Mercuriustempels),
- St-Martin-des-Champs (namengebend für die Rue Saint-Martin, vor 567 gegründet, 1060 von König Heinrich I. (1008–1060) als königliches Stift wiederhergestellt, und 1079 in eine Priorei von Cluny umgewandelt; die Apsis datiert aus den 1130er Jahren und das gotische Refektorium aus den 1235er Jahren, die Abtei beherbergt heute das Musée du conservatoire national des arts et metiers),
- Saint-Laurent (6. Jahrhundert, in eine Benediktinerabtei umgewandelt, dann vor dem 12. Jahrhundert Priorei von Cluny),
- Pentemont (Zisterzienserinnen, 1217, heute in der Rue de Grenelle im 6. Arrondissement),
- Saint-Antoine-des-Champs (Zisterzienserinnen, gegründet 1198 von Fulko von Neuilly),
- Abtei Longchamp, eine 1232 von der heiligen Isabella von Frankreich westlich von Paris (heute innerhalb der Grenzen der Stadt) gegründete Klarissenabtei, die während der Französischen Revolution zerstört wurde. Heute befindet sich auf dem Gelände die Pferderennbahn Longchamp,

sowie natürlich
- Saint-Maur-des-Fossés und Saint-Denis.

## Die Stadt emanzipiert sich vom Königtum
Die letzten Jahre des 14. Jahrhunderts, in denen die Feste Isabeaus (1370–1435) und ihres Schwagers Ludwig von Orléans (1372–1407) die steuerzahlenden Bürger aufbrachten, die 1430er Jahre, in denen die englische Präsenz als ausländische Besatzung verstanden zu werden, stand Paris an der Seite der Bourguignons (siehe Bürgerkrieg der Armagnacs und Bourguignons): Bürger und Universitätsangehörige unterstützten mehrheitlich die Positionen eines Adligen, Johann Ohnefurcht (1371–1419), Herzog von Burgund, der nach dem Tod seines Vaters 1404 von seinem Vetter, Herzog Ludwig von Orléans, von der Teilhabe an der Macht im Königreich ferngehalten wurde; der Burgunder fordert von seiner orleanistischen Konkurrenz die Eindämmung der Verschwendungssucht, und ist gleichzeitig als Herr von Flandern an florierenden wirtschaftlichen Beziehungen zum Pariser Markt interessiert. Nicht ohne demagogische Mittel – Bestechungsgelder für die Fleischer zum Beispiel – und nicht ohne Schmeicheleien Richtung der Universitätsangehörigen, die froh sind, eine politische Rolle spielen zu können, die sie seit ihrer Intervention während des Abendländischen Schismas zu spielen gedenken, sitzt Johann von Burgund 1412, das Oberhaupt der Bourguignons in der Stadt Paris fest im Sattel. Das Paris des Adels und Klerus und das der kleinen Leute unterstützte 1413 die Reformpolitik der Generalstände während die Anführer der des Mouvement cabochien die Straße beherrschen. Die Niederlage der Cabochiens nachdem die Moderaten sich gegen sie stemmte, veranlasste dann die Reaktion der Armagnacs, die in Paris den Terror etablierte.
Die Repression der Armagnacs, dann die Verbannung oder Flucht ihrer Anhänger 1418 nach der Rückkehr der Bourguignons und die folgenden blutigen Massenunruhen, verstärkten nur die Bindung der Pariser an das Lager des Herzogs von Burgund, der alleine für fähig gehalten wurde, Frieden und Wohlstand wiederherzustellen. Paris hatte langjährige und feste wirtschaftliche Beziehungen zum Norden, zur Normandie, zu Burgund, nicht aber mit dem Süden, Aquitanien, dem Berry oder dem Languedoc.
Die englische Herrschaft in Nordfrankreich (und damit auch in Paris), die John of Lancaster (1389–1435), der als Regent für den minderjährigen englischen König Heinrich VI. (1421–1471) in Frankreich 1422–1435, errichtete, ändert nicht an der Parteinahme der Pariser für Burgund. (Dabei ist ohnehin fraglich, ob die Anwesenheit der Engländer in der Stadt eine Besatzung darstellt, wenn man berücksichtigt, dass John Fastolf, der Kommandant der Bastille und damit Militärkommandant der Stadt zu dieser Zeit, niemals über mehr als acht bewaffnete Männer und 17 Bogenschützen verfügte, was auf etwa 300 englische Soldaten in einer Stadt von – trotz der Krise – etwa 80.000 Einwohnern hinweist). Jeanne d’Arcs Erscheinen vor der Porte Sainte Honoré (die damals etwa in Höhe der Comédie-Française stand) führte jedenfalls nicht zu englischen Reaktionen, sondern zu französischen: es war einer ihrer Landsleute, der sie beleidigte, und ein Einwohner der Stadt, der sich mit seiner Armbrust verwundete.
Die Mehrheitsmeinung in der Stadt änderte sich erst, als deutlich wird, dass die Burgunder nicht in der Lage sind, den Krieg und damit die Wirtschaftskrise zu beenden. Die Erfolge Jeanne d’Arcs und Karls VII. besorgten den Rest. Die Stadt begriff, dass Frieden nur mit dem Abzug der Engländer zu erreichen ist. Karl VII. und seine andauernden Vorstöße in den Norden sorgen für eine dauerhafte Unsicherheit vor den Toren der Stadt. Dank eines von den Parisern geöffneten Tores (die Porte Saint-Jacques) kann die Armee des Connétable de Richemont (der spätere Herzog Arthur III. von Bretagne (1393–1458)) am 13. April 1436 in die Stadt einmarschieren.
Karl VII. musste noch bis in den November des kommenden Jahres 1437 warten, bis er seine Hauptstadt betreten konnte. Er hielt sich in dieser Zeit in Bourges auf, in Loches und Chinon. Sein Parlement befand sich in Poitiers, wie die Universität aus Paris abgezogen. Sein Rechnungshof (Chambre des comptes) war in Bourges. In Paris hingegen, wo es keinen König, wohl aber weiterhin die königliche Verwaltung gab, hatte Bedford die zentralen Strukturen des Königs nicht angetastet. Für die Hälfte des Reiches bestand die Funktion als Hauptstadt weiter, aber man sah in der Stadt weder den englischen noch den französischen König. Heinrich VI. kam lediglich im Dezember 1431 für ein paar Tage in die Stadt für seine Salbung, und Karl VII. kehrte nach dem November 1437 kaum noch einmal in die Stadt zurück. Und sein Sohn Ludwig XI. macht es ihm nach, schläft in der Nacht seines ersten Besuchs nicht einmal in der Stadt. Somit ist es nicht verwunderlich, dass die Generalstände des 15. Jahrhunderts in Orléans oder Tours tagen, und wenn die Versammlung des Klerus, die 1438 die Pragmatische Sanktion beschließt, in Bourges zusammentritt.
Das Band zwischen König und seiner Hauptstadt wurde somit in den Jahren 1410er völlig zerschnitten. Der Bürgerkrieg entfernte aus Paris 1413 die Armagnacs und dann die Bourguignons, 1418 wiederum die Armagnacs. Fremdenfeindlichkeit mischte sich darunter, die die italienischen Kaufleute, die sich ein wenig zu schnell zu einfachen Wucherern gewandelt hatten, als Spekulanten ansah und sie so behandelte, wie Philipp August und Ludwig der Heilige seinerzeit die Juden. In einem derartigen Klima werden Außenstände schnell zweifelhaft. Enttäuscht vom Herzog von Burgund, der sie vergaß, und von Karl VII., die ihnen offensichtlich misstraute, waren sie nicht unter denen, die einen Weg fanden, sich auszusöhnen. Als sich 1465 die Ligue du Bien public zusammenfand, weigerte sich der Prévôt des marchands Henri de Livres, ihnen die Tore der Stadt zu öffnen.
Paris blieb die Hauptstadt, war aber nicht mehr die Stadt des Königs. Sie war die erforderliche Zentrale für alle Angelegenheiten des Königreichs. Wo auch immer der König und sein Hof sich aufhielten, in Paris hatten die Barone und die Städte ihre Anwälte. Justiz und Verwaltung wurden das zentrale Räderwerk der Monarchie – und das befand sich in Paris, die nun Hauptstadt war, auch wenn der König abwesend ist.